# Country Music Association Awards
Die Country Music Association Awards („CMA Awards“) werden jährlich von der Country Music Association (CMA) verliehen. Es werden die erfolgreichsten Country-Interpreten und -Songwriter des abgelaufenen Jahres ausgezeichnet, der begehrteste Preis ist der für den „Entertainer of the Year“.
Mit Ausnahme des Jahres 2005, als die Verleihung im Madison Square Garden in New York stattfand, werden die Awards im Spätherbst jedes Jahres in Nashville vergeben. Seit 1968 wird die CMA Award Show landesweit im Fernsehen übertragen. 1991 war mit George Bush erstmals ein amtierender US-Präsident zu Gast.

## 1960er

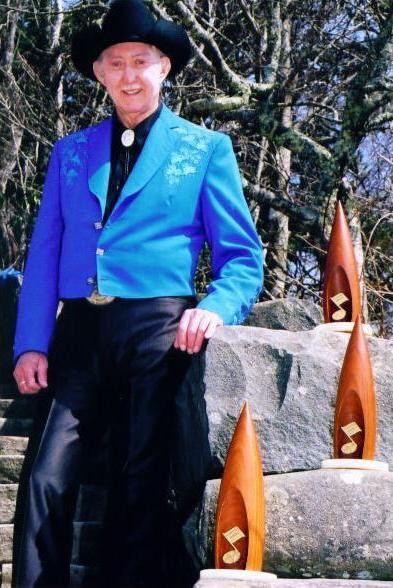
Jack Greene

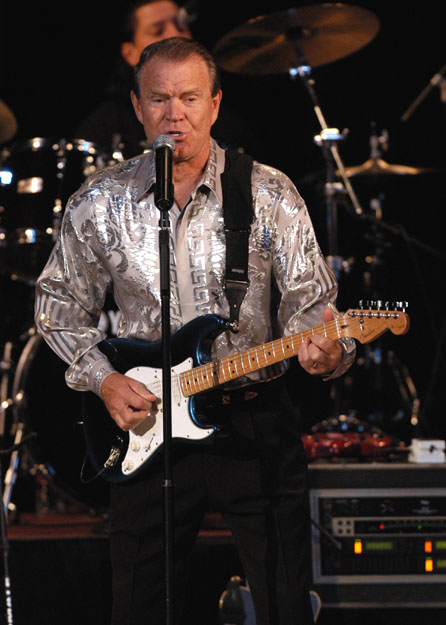
Glen Campbell

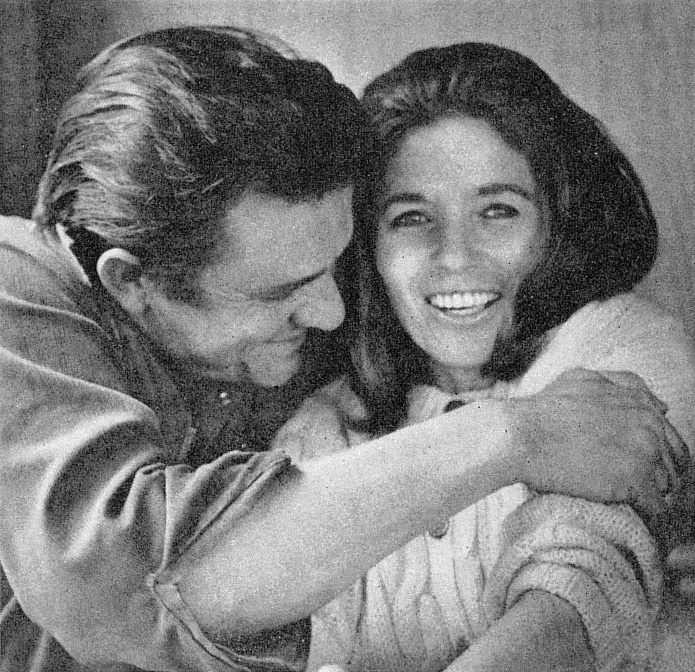
Johnny Cash und June Carter Cash

1967
| Entertainer of the Year:        | Eddy Arnold                               |
| Song of the Year:               | There Goes My Everything – Dallas Frazier |
| Single of the Year:             | There Goes My Everything – Jack Greene    |
| Album of the Year:              | There Goes My Everything – Jack Greene    |
| Male Vocalist of the Year:      | Jack Greene                               |
| Female Vocalist of the Year:    | Loretta Lynn                              |
| Vocal Group of the Year:        | The Stoneman Family                       |
| Instrumentalist of the Year:    | Chet Atkins                               |
| Instrumental Group of the Year: | The Buckaroos                             |
| Comedian of the Year:           | Don Bowman                                |

1968
| Entertainer of the Year:        | Glen Campbell                        |
| Song of the Year:               | Honey – Bobby Russell                |
| Single of the Year:             | Harper Valley P.T.A Jeannie C. Riley |
| Album of the Year:              | At Folsom Prison – Johnny Cash       |
| Male Vocalist of the Year:      | Glen Campbell                        |
| Female Vocalist of the Year:    | Tammy Wynette                        |
| Vocal Group of the Year:        | Porter Wagoner / Dolly Parton        |
| Instrumentalist of the Year:    | Chet Atkins                          |
| Instrumental Group of the Year: | The Buckaroos                        |
| Comedian of the Year:           | Ben Colder                           |

1969
| Entertainer of the Year:        | Johnny Cash                            |
| Song of the Year:               | Carroll County Accident – Bob Ferguson |
| Single of the Year:             | A Boy Named Sue – Johnny Cash          |
| Album of the Year:              | At San Quentin – Johnny Cash           |
| Male Vocalist of the Year:      | Johnny Cash                            |
| Female Vocalist of the Year:    | Tammy Wynette                          |
| Vocal Group of the Year:        | Johnny Cash / June Carter              |
| Instrumentalist of the Year:    | Chet Atkins                            |
| Instrumental Group of the Year: | Danny Davis & Nashville Brass          |
| Comedian of the Year:           | Archie Campbell                        |

## 1970er

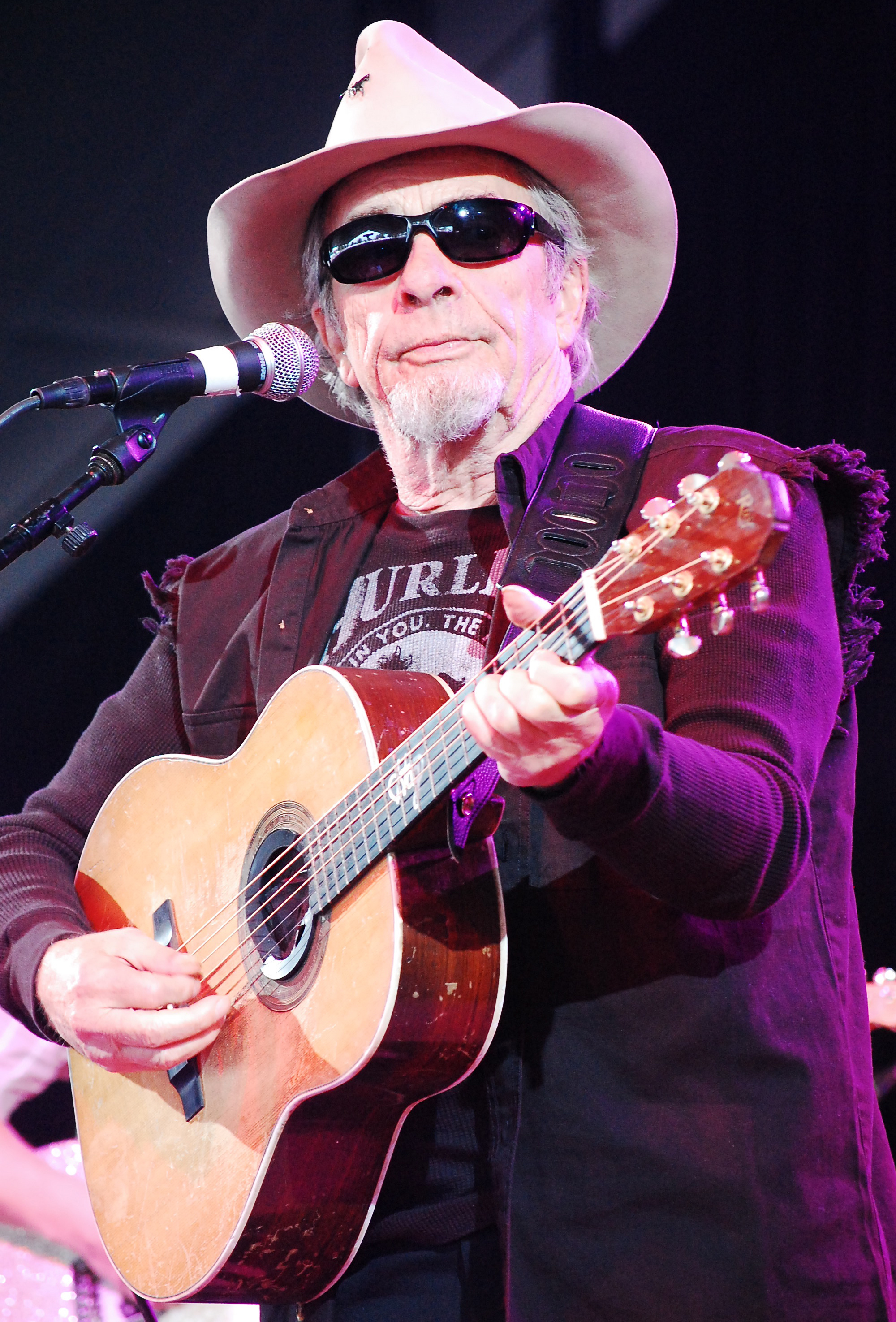
Merle Haggard

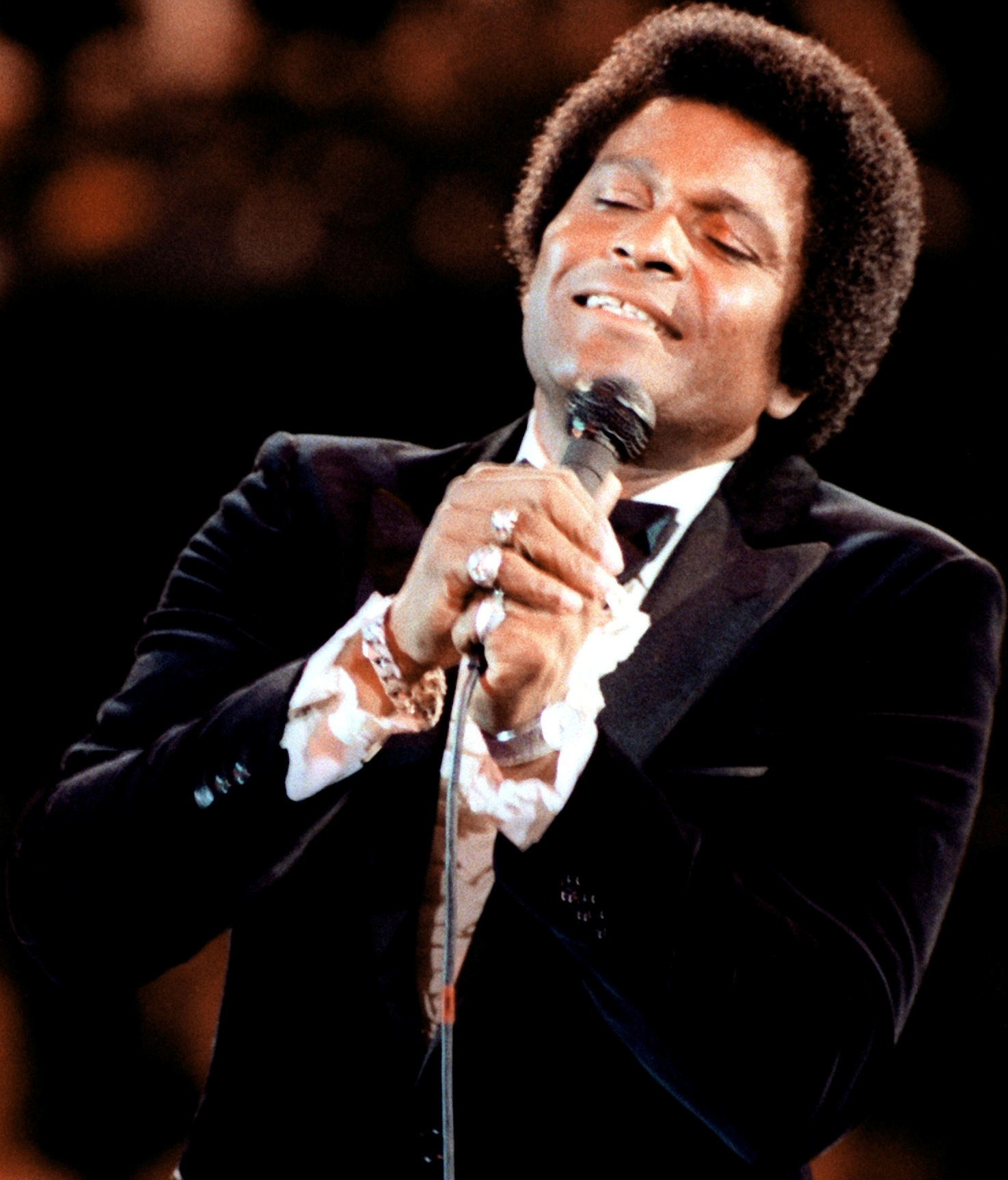
Charley Pride

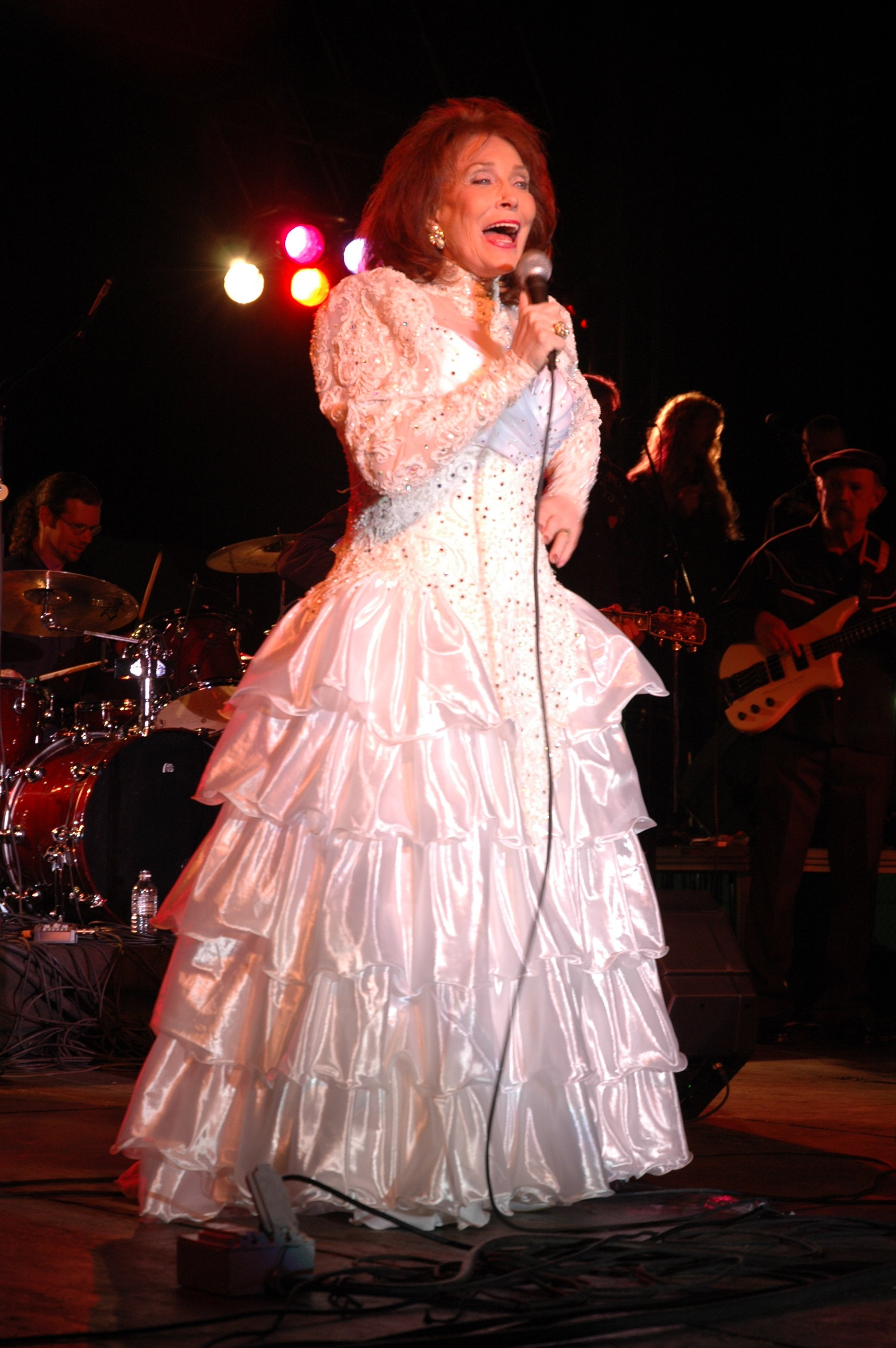
Loretta Lynn

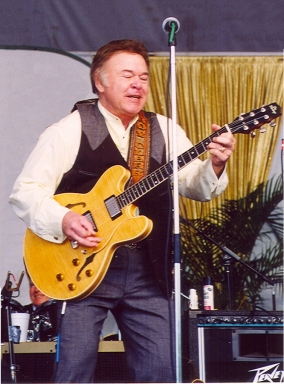
Roy Clark

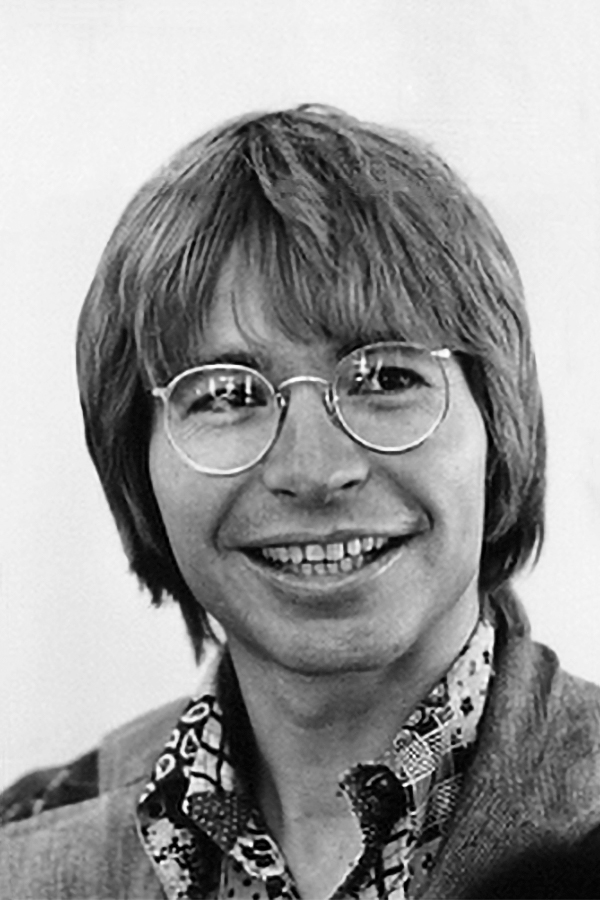
John Denver

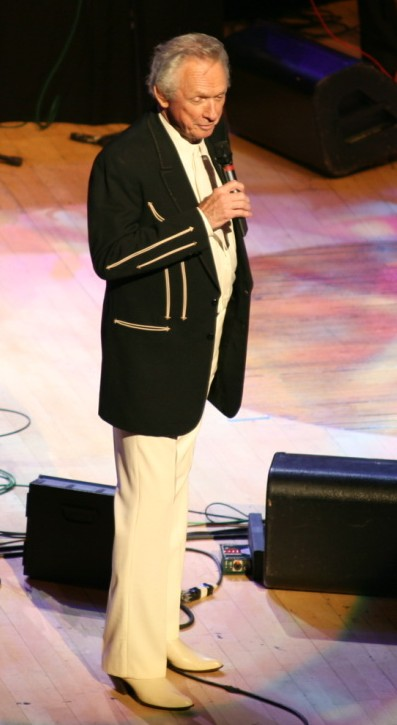
Mel Tillis

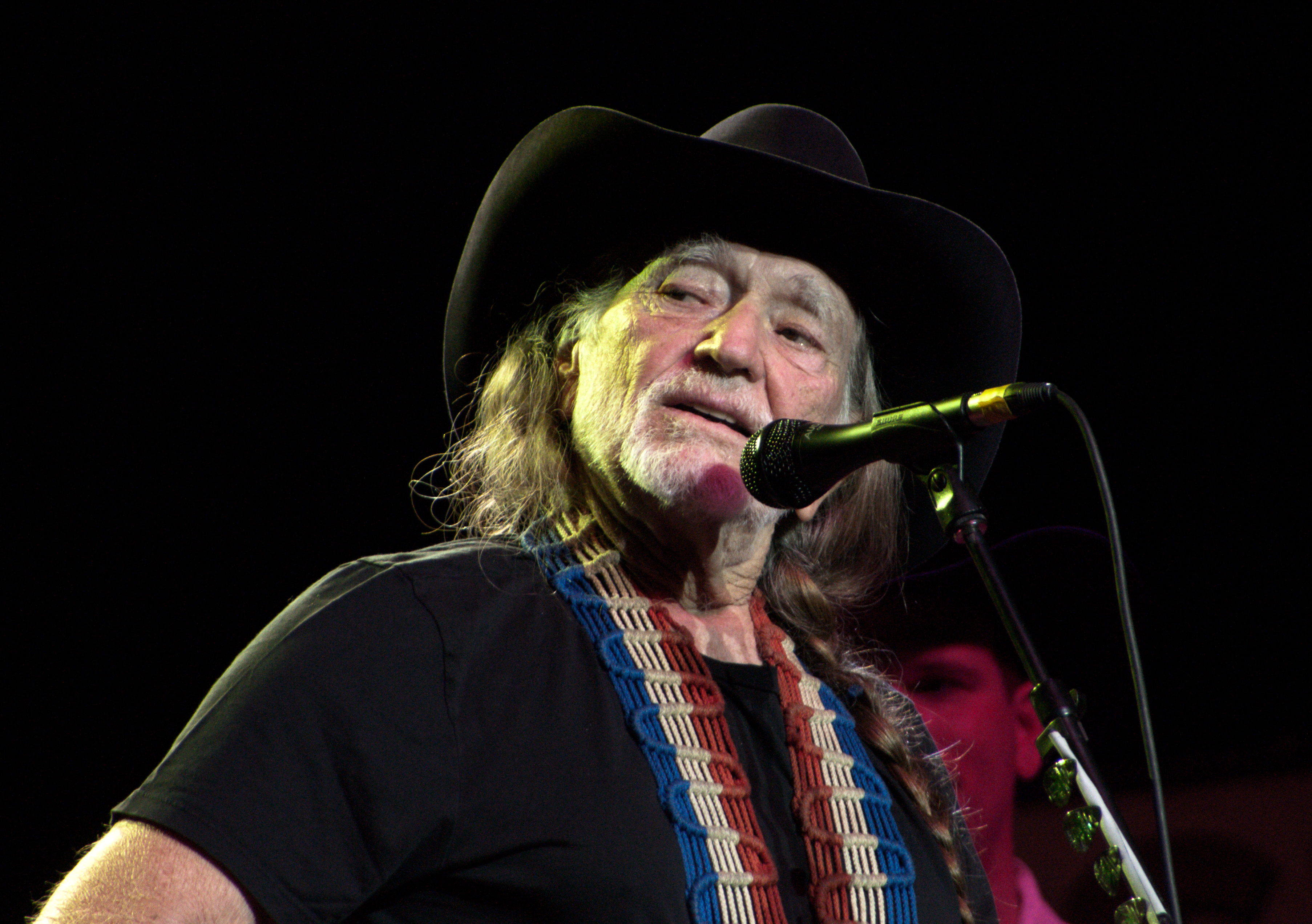
Willie Nelson

1970
| Entertainer of the Year:        | Merle Haggard                                   |
| Song of the Year:               | Sunday Morning Coming Down – Kris Kristofferson |
| Single of the Year:             | Okie from Muskogee – Merle Haggard              |
| Album of the Year:              | Okie from Muskogee – Merle Haggard              |
| Male Vocalist of the Year:      | Merle Haggard                                   |
| Female Vocalist of the Year:    | Tammy Wynette                                   |
| Vocal Duo of the Year:          | Porter Wagoner / Dolly Parton                   |
| Vocal Group of the Year:        | Glaser Brothers                                 |
| Instrumentalist of the Year:    | Jerry Reed                                      |
| Instrumental Group of the Year: | Danny Davis & Nashville Brass                   |
| Comedian of the Year:           | Roy Clark                                       |

1971
| Entertainer of the Year:        | Charley Pride                                   |
| Song of the Year:               | Easy Loving – Freddie Hart                      |
| Single of the Year:             | Help Me Make It Through the Night – Sammi Smith |
| Album of the Year:              | I Won’t Mention It Again – Ray Price            |
| Male Vocalist of the Year:      | Charley Pride                                   |
| Female Vocalist of the Year:    | Lynn Anderson                                   |
| Vocal Duo of the Year:          | Porter Wagoner / Dolly Parton                   |
| Vocal Group of the Year:        | Osborne Brothers                                |
| Instrumentalist of the Year:    | Jerry Reed                                      |
| Instrumental Group of the Year: | Danny Davis & Nashville Brass                   |

1972
| Entertainer of the Year:        | Loretta Lynn                                        |
| Song of the Year:               | Easy Loving – Freddie Hart                          |
| Single of the Year:             | The Happiest Girl in the Whole U.S.A. – Donna Fargo |

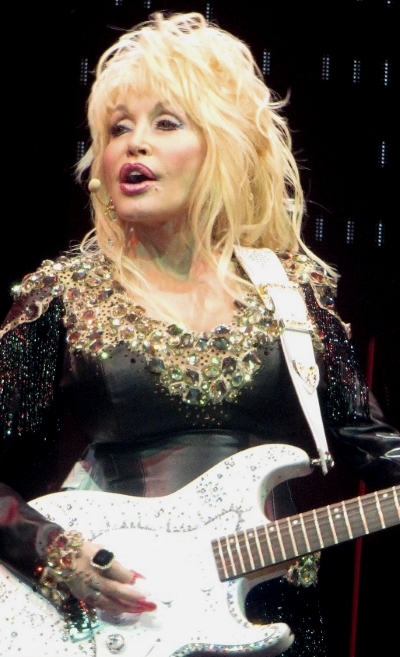
Dolly Parton

| Album of the Year:              | Let Me Tell You About a Song – Merle Haggard        |
| Male Vocalist of the Year:      | Charley Pride                                       |
| Female Vocalist of the Year:    | Loretta Lynn                                        |
| Vocal Duo of the Year:          | Conway Twitty / Loretta Lynn                        |
| Vocal Group of the Year:        | Statler Brothers                                    |
| Instrumentalist of the Year:    | Charlie McCoy                                       |
| Instrumental Group of the Year: | Danny Davis & Nashville Brass                       |

1973
| Entertainer of the Year:        | Roy Clark                          |
| Song of the Year:               | Behind Closed Doors – Kenny O’Dell |
| Single of the Year:             | Behind Closed Doors – Charlie Rich |
| Album of the Year:              | Behind Closed Doors – Charlie Rich |
| Male Vocalist of the Year:      | Charlie Rich                       |
| Female Vocalist of the Year:    | Loretta Lynn                       |
| Vocal Duo of the Year:          | Conway Twitty / Loretta Lynn       |
| Vocal Group of the Year:        | Statler Brothers                   |
| Instrumentalist of the Year:    | Charlie McCoy                      |
| Instrumental Group of the Year: | Danny Davis & Nashville Brass      |

1974
| Entertainer of the Year:        | Charlie Rich                            |
| Song of the Year:               | Country Bumpkin – Don Wayne             |
| Single of the Year:             | Country Bumpkin – Cal Smith             |
| Album of the Year:              | A Very Special Love Song – Charlie Rich |
| Male Vocalist of the Year:      | Ronnie Milsap                           |
| Female Vocalist of the Year:    | Olivia Newton-John                      |
| Vocal Duo of the Year:          | Conway Twitty / Loretta Lynn            |
| Vocal Group of the Year:        | Statler Brothers                        |
| Instrumentalist of the Year:    | Charlie McCoy                           |
| Instrumental Group of the Year: | Danny Davis & Nashville Brass           |

1975
| Entertainer of the Year:        | John Denver                                    |
| Song of the Year:               | Back Home Again – John Denver                  |
| Single of the Year:             | Before the Next Teardrop Falls – Freddy Fender |
| Album of the Year:              | A Legend in My Time – Ronnie Milsap            |
| Male Vocalist of the Year:      | Waylon Jennings                                |
| Female Vocalist of the Year:    | Dolly Parton                                   |
| Vocal Duo of the Year:          | Conway Twitty / Loretta Lynn                   |
| Vocal Group of the Year:        | Statler Brothers                               |
| Instrumentalist of the Year:    | Don Rich                                       |
| Instrumental Group of the Year: | Roy Clark & Buck Trent                         |

1976
| Entertainer of the Year:        | Mel Tillis                                                                         |
| Song of the Year:               | Rhinestone Cowboy – Larry Weiss                                                    |
| Single of the Year:             | Good Hearted Woman – Waylon Jennings / Willie Nelson                               |
| Album of the Year:              | Wanted! The Outlaws – Waylon Jennings, Willie Nelson, Tompall Glaser, Jessi Colter |
| Male Vocalist of the Year:      | Ronnie Milsap                                                                      |
| Female Vocalist of the Year:    | Dolly Parton                                                                       |
| Vocal Duo of the Year:          | Waylon Jennings / Willie Nelson                                                    |
| Vocal Group of the Year:        | Statler Brothers                                                                   |
| Instrumentalist of the Year:    | Hargus Robbins                                                                     |
| Instrumental Group of the Year: | Roy Clark & Buck Trent                                                             |

1977
| Entertainer of the Year:        | Ronnie Milsap                      |
| Song of the Year:               | Lucille – R.Bowling / H.Bynum      |
| Single of the Year:             | Lucille – Kenny Rogers             |
| Album of the Year:              | Ronnie Milsap Live – Ronnie Milsap |
| Male Vocalist of the Year:      | Ronnie Milsap                      |
| Female Vocalist of the Year:    | Crystal Gayle                      |
| Vocal Duo of the Year:          | Jim Ed Brown / Helen Cornelius     |
| Vocal Group of the Year:        | Statler Brothers                   |
| Instrumentalist of the Year:    | Roy Clark                          |
| Instrumental Group of the Year: | Original Texas Playboys            |

1978
| Entertainer of the Year:        | Dolly Parton                                     |
| Song of the Year:               | Don’t It Make My Brown Eyes Blue – Richard Leigh |
| Single of the Year:             | Heaven’s Just a Sin Away – The Kendalls          |
| Album of the Year:              | It Was Almost Like a Song – Ronnie Milsap        |
| Male Vocalist of the Year:      | Don Williams                                     |
| Female Vocalist of the Year:    | Crystal Gayle                                    |
| Vocal Duo of the Year:          | Kenny Rogers / Dottie West                       |
| Vocal Group of the Year:        | Oak Ridge Boys                                   |
| Instrumentalist of the Year:    | Roy Clark                                        |
| Instrumental Group of the Year: | Oak Ridge Boys Band                              |

1979
| Entertainer of the Year:        | Willie Nelson                                         |
| Song of the Year:               | The Gambler – Don Schlitz                             |
| Single of the Year:             | The Devil Went Down To Georgia – Charlie Daniels Band |
| Album of the Year:              | The Gambler – Kenny Rogers                            |
| Male Vocalist of the Year:      | Kenny Rogers                                          |
| Female Vocalist of the Year:    | Barbara Mandrell                                      |
| Vocal Duo of the Year:          | Kenny Rogers / Dottie West                            |
| Vocal Group of the Year:        | Statler Brothers                                      |
| Instrumentalist of the Year:    | Charlie Daniels                                       |
| Instrumental Group of the Year: | Charlie Daniels Band                                  |

## 1980er

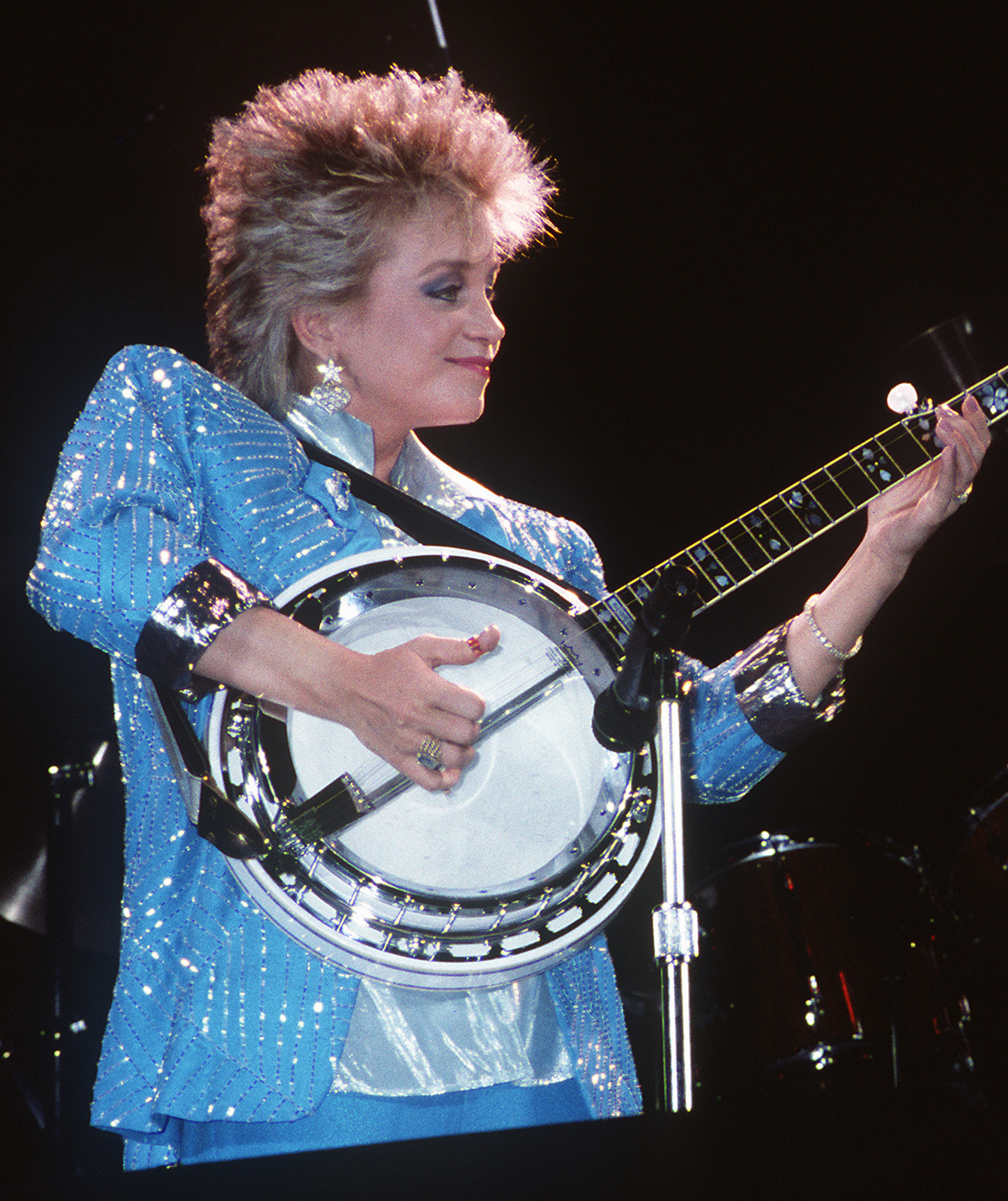
Barbara Mandrell

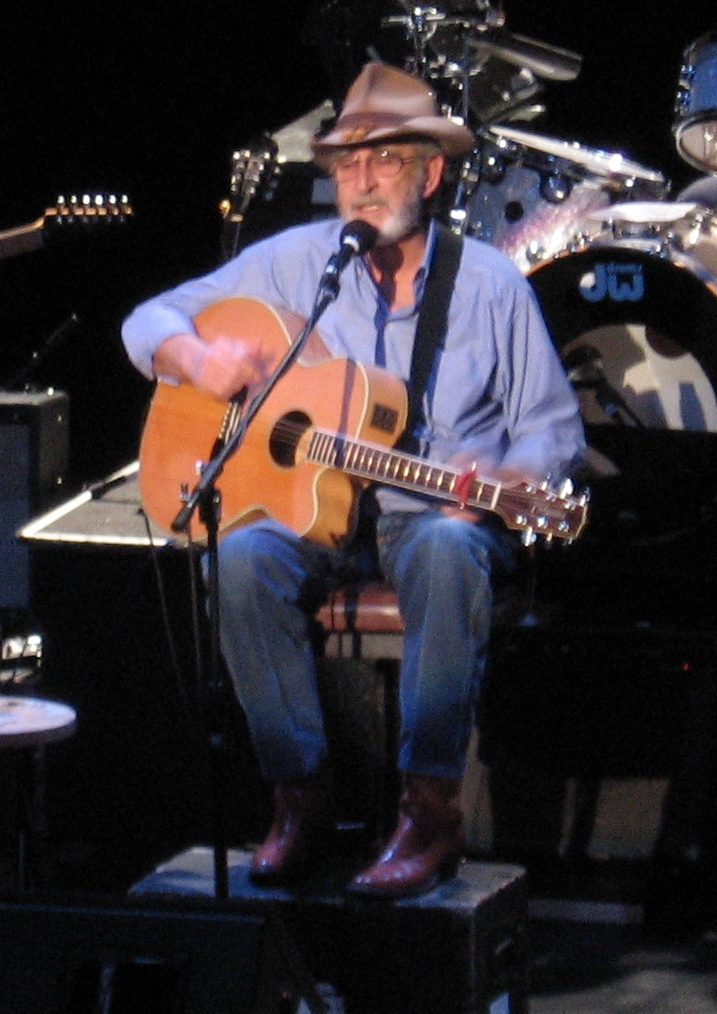
Don Williams

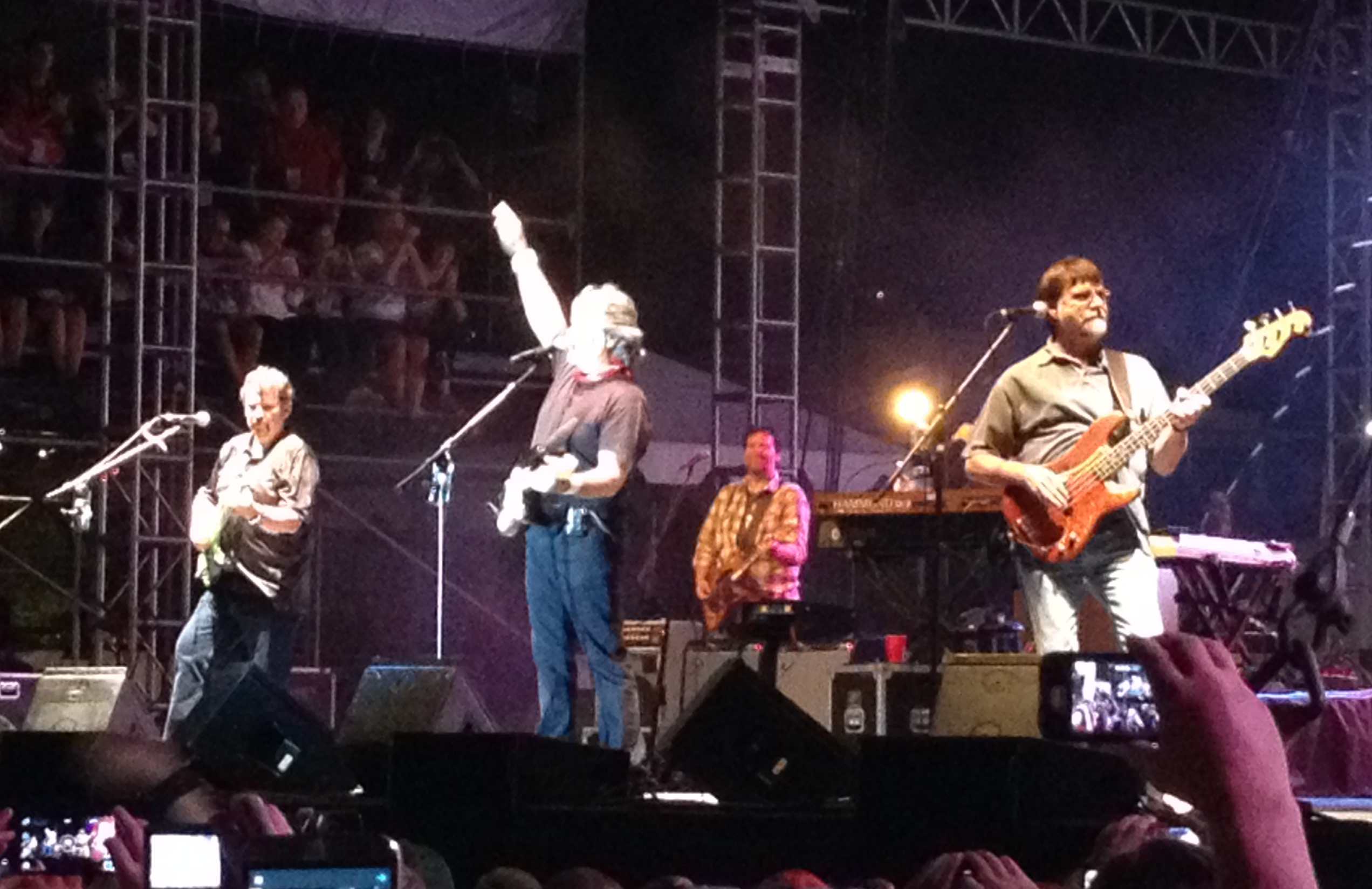
Alabama

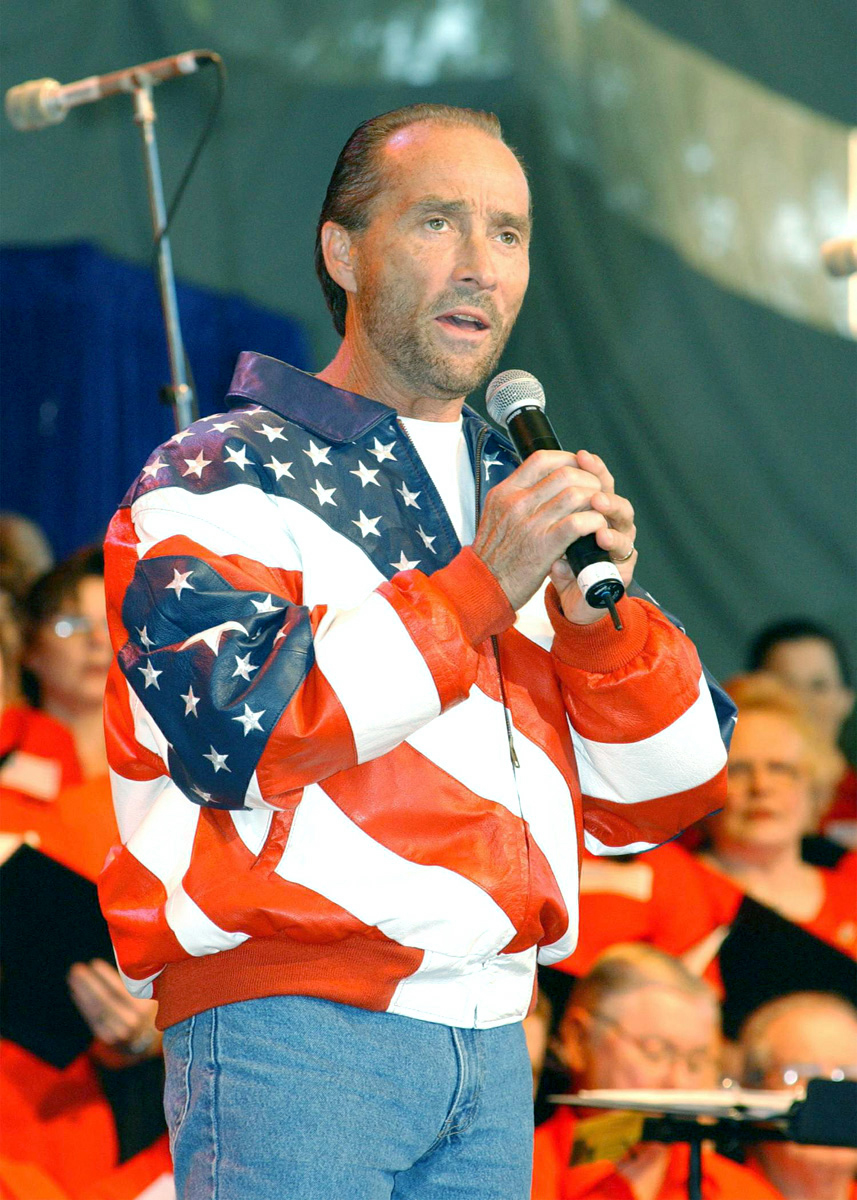
Lee Greenwood

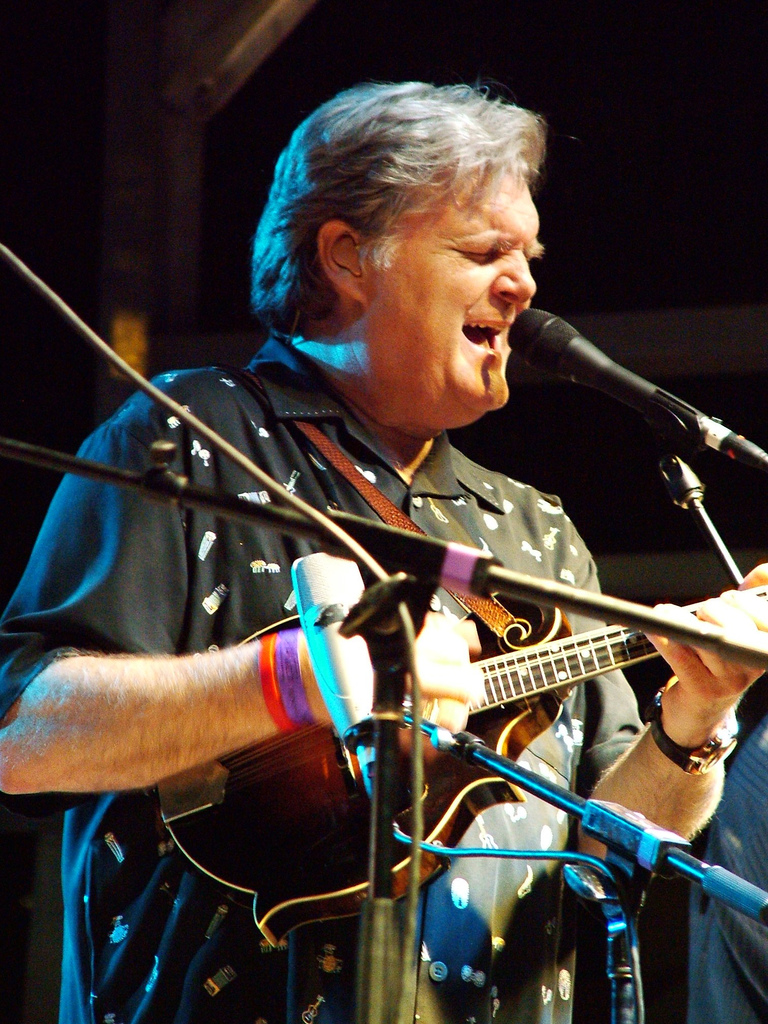
Ricky Skaggs

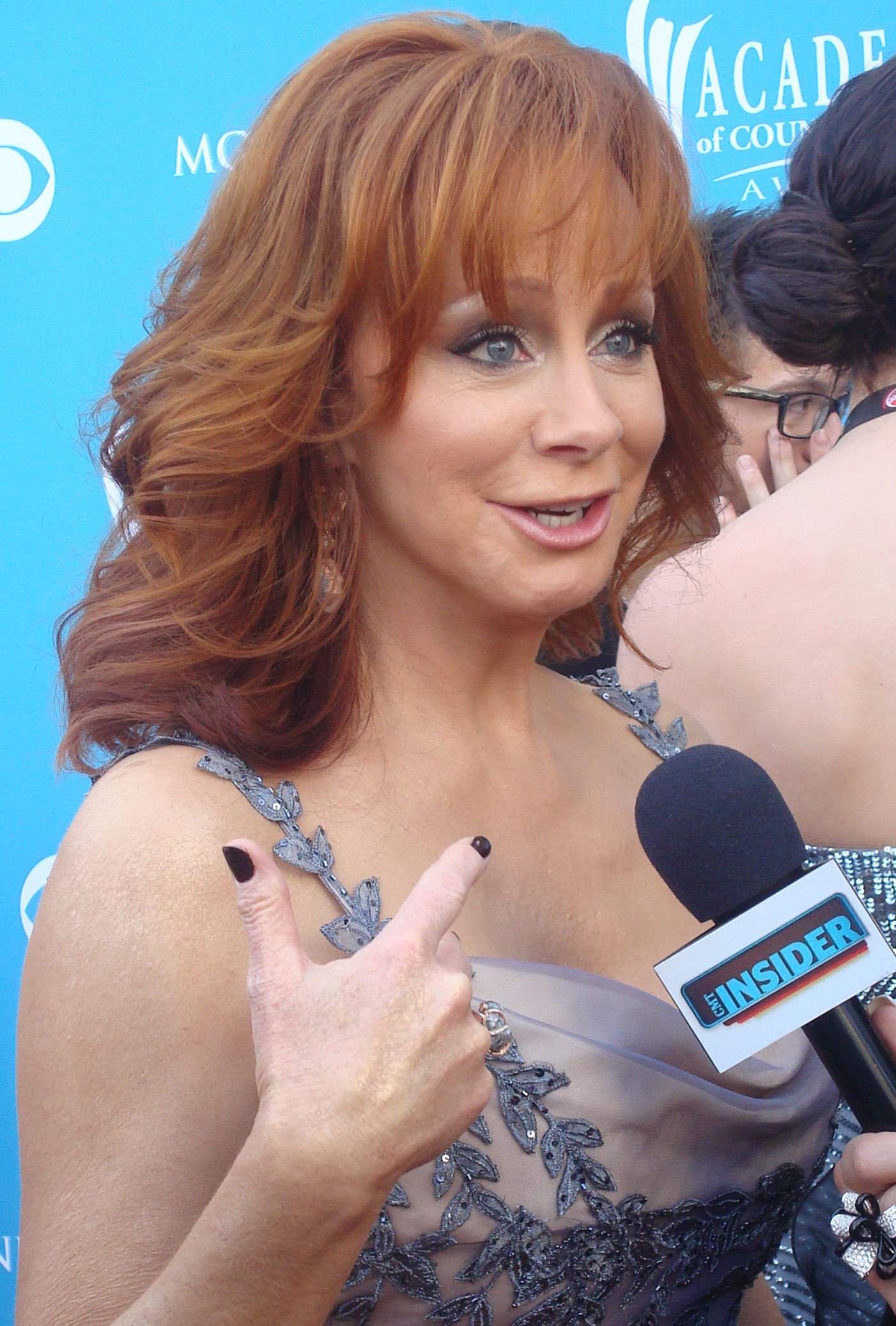
Reba McEntire

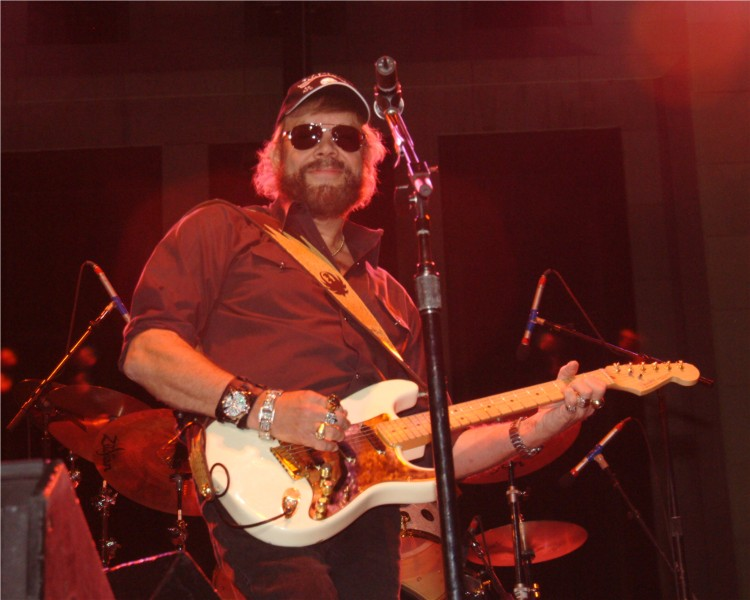
Hank Williams, Jr.

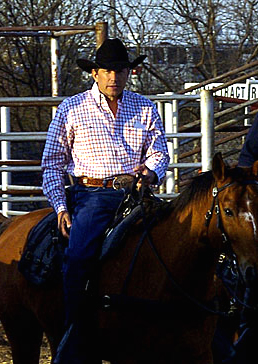
George Strait

1980
| Entertainer of the Year:        | Barbara Mandrell                                      |
| Song of the Year:               | He Stopped Loving Her Today – B. Braddock / C. Putman |
| Single of the Year:             | He Stopped Loving Her Today – George Jones            |
| Album of the Year:              | Coal Miner’s Daughter – Soundtrack                    |
| Male Vocalist of the Year:      | George Jones                                          |
| Female Vocalist of the Year:    | Emmylou Harris                                        |
| Vocal Duo of the Year:          | Moe Bandy / Joe Stampley                              |
| Vocal Group of the Year:        | Statler Brothers                                      |
| Instrumentalist of the Year:    | Roy Clark                                             |
| Instrumental Group of the Year: | Charlie Daniels Band                                  |

1981
| Entertainer of the Year:        | Barbara Mandrell                                      |
| Song of the Year:               | He Stopped Loving Her Today – B. Braddock / C. Putman |
| Single of the Year:             | Elvira – Oak Ridge Boys                               |
| Album of the Year:              | I Believe in You – Don Williams                       |
| Male Vocalist of the Year:      | George Jones                                          |
| Female Vocalist of the Year:    | Barbara Mandrel                                       |
| Vocal Duo of the Year:          | David Frizzell / Shelly West                          |
| Vocal Group of the Year:        | Alabama                                               |
| Instrumentalist of the Year:    | Chet Atkins                                           |
| Horizon Award:                  | Terri Gibbs                                           |
| Instrumental Group of the Year: | Alabama                                               |

1982
| Entertainer of the Year:        | Alabama                                                   |
| Song of the Year:               | Always on My Mind – J. Christopher / W. Carson / M. James |
| Single of the Year:             | Always on My Mind – Willie Nelson                         |
| Album of the Year:              | Always on My Mind – Willie Nelson                         |
| Male Vocalist of the Year:      | Ricky Skaggs                                              |
| Female Vocalist of the Year:    | Janie Fricke                                              |
| Vocal Duo of the Year:          | David Frizzell / Shelly West                              |
| Vocal Group of the Year:        | Alabama                                                   |
| Instrumentalist of the Year:    | Chet Atkins                                               |
| Horizon Award:                  | Ricky Skaggs                                              |
| Instrumental Group of the Year: | Alabama                                                   |

1983
| Entertainer of the Year:        | Alabama                                                   |
| Song of the Year:               | Always on My Mind – J. Christopher / W. Carson / M. James |
| Single of the Year:             | Swingin – John Anderson                                   |
| Album of the Year:              | The Closer You Get – Alabama                              |
| Male Vocalist of the Year:      | Lee Greenwood                                             |
| Female Vocalist of the Year:    | Janie Fricke                                              |
| Vocal Duo of the Year:          | Merle Haggard / Willie Nelson                             |
| Vocal Group of the Year:        | Alabama                                                   |
| Instrumentalist of the Year:    | Chet Atkins                                               |
| Horizon Award:                  | John Anderson                                             |
| Instrumental Group of the Year: | Ricky Skaggs Band                                         |

1984
| Entertainer of the Year:        | Alabama                                       |
| Song of the Year:               | Wind Beneath My Wings – L. Henley / J. Silbar |
| Single of the Year:             | A Little Good News – Anne Murray              |
| Album of the Year:              | A Little Good News – Anne Murray              |
| Male Vocalist of the Year:      | Lee Greenwood                                 |
| Female Vocalist of the Year:    | Reba McEntire                                 |
| Vocal Duo of the Year:          | Willie Nelson / Julio Iglesias                |
| Vocal Group of the Year:        | Statler Brothers                              |
| Instrumentalist of the Year:    | Chet Atkins                                   |
| Horizon Award:                  | The Judds                                     |
| Instrumental Group of the Year: | Ricky Skaggs Band                             |

1985
| Entertainer of the Year:        | Ricky Skaggs                                         |
| Song of the Year:               | God Bless the U. S. A. – Lee Greenwood               |
| Single of the Year:             | Why Not Me – The Judds                               |
| Album of the Year:              | Does Fort Worth Ever Cross Your Mind – George Strait |
| Male Vocalist of the Year:      | George Strait                                        |
| Female Vocalist of the Year:    | Reba McEntire                                        |
| Vocal Duo of the Year:          | Anne Murray / Dave Loggins                           |
| Vocal Group of the Year:        | The Judds                                            |
| Instrumentalist of the Year:    | Chet Atkins                                          |
| Horizon Award:                  | Sawyer Brown                                         |
| Instrumental Group of the Year: | Ricky Skaggs Band                                    |
| Music Video of the Year:        | All My Rowdy Friends – Hank Williams, Jr.            |

1986
| Entertainer of the Year:        | Reba McEntire                                   |
| Song of the Year:               | On the Other Hand – Paul Overstreet / D.Schlitz |
| Single of the Year:             | Bop – Dan Seals                                 |
| Album of the Year:              | Lost in the Fifties Tonight – Ronnie Milsap     |
| Male Vocalist of the Year:      | George Strait                                   |
| Female Vocalist of the Year:    | Reba McEntire                                   |
| Vocal Duo of the Year:          | Dan Seals / Marie Osmond                        |
| Vocal Group of the Year:        | The Judds                                       |
| Instrumentalist of the Year:    | Johny Gimble                                    |
| Horizon Award:                  | Randy Travis                                    |
| Instrumental Group of the Year: | Oak Ridge Boys Band                             |
| Music Video of the Year:        | Who’s Gonna Fill Their Shoes – George Jones     |

1987
| Entertainer of the Year:     | Hank Williams, Jr.                                    |
| Song of the Year:            | Forever and Ever, Amen – Paul Overstreet / D. Schlitz |
| Single of the Year:          | Forever and Ever, Amen – Randy Travis                 |
| Album of the Year:           | Always and Forever – Randy Travis                     |
| Male Vocalist of the Year:   | Randy Travis                                          |
| Female Vocalist of the Year: | Reba McEntire                                         |
| Vocal Duo of the Year:       | Ricky Skaggs / Sharon White                           |
| Vocal Group of the Year:     | The Judds                                             |
| Instrumentalist of the Year: | Johny Gimble                                          |
| Horizon Award:               | Holly Dunn                                            |
| Music Video of the Year:     | My Name Is Bocephus – Hank Williams, Jr.              |

1988
| Entertainer of the Year:     | Hank Williams, Jr.                                  |
| Song of the Year:            | 80’s Ladies – K. T. Oslin                           |
| Single of the Year:          | Eighteen Wheels and a Dozen Roses – Kathy Mattea    |
| Album of the Year:           | Born To Boogie Hank Williams, Jr.                   |
| Male Vocalist of the Year:   | Randy Travis                                        |
| Female Vocalist of the Year: | K. T. Oslin                                         |
| Vocal Duo of the Year:       | The Judds                                           |
| Vocal Group of the Year:     | Highway 101                                         |
| Musician of the Year:        | Chet Atkins                                         |
| Horizon Award:               | Ricky Van Shelton                                   |
| Vocal Event of the Year:     | Trio – Dolly Parton, Linda Ronstadt, Emmylou Harris |

1989
| Entertainer of the Year:     | George Strait                                                  |
| Song of the Year:            | Chiseled in Stone – M. D. Barnes / Vern Gosdin                 |
| Single of the Year:          | I’m No Stranger to the Rain – Keith Whitley                    |
| Album of the Year:           | Will the Circle Be Unbroken Vol. II – Nitty Gritty Dirt Band   |
| Male Vocalist of the Year:   | Ricky Van Shelton                                              |
| Female Vocalist of the Year: | Kathy Mattea                                                   |
| Vocal Duo of the Year:       | The Judds                                                      |
| Vocal Group of the Year:     | Highway 101                                                    |
| Musician of the Year:        | Johny Gimble                                                   |
| Horizon Award:               | Clint Black                                                    |
| Vocal Event of the Year:     | Hank Williams, Jr. / Hank Williams                             |
| Music Video of the Year:     | There’s a Tear in My Beer – Hank Williams, Jr. / Hank Williams |

## 1990er

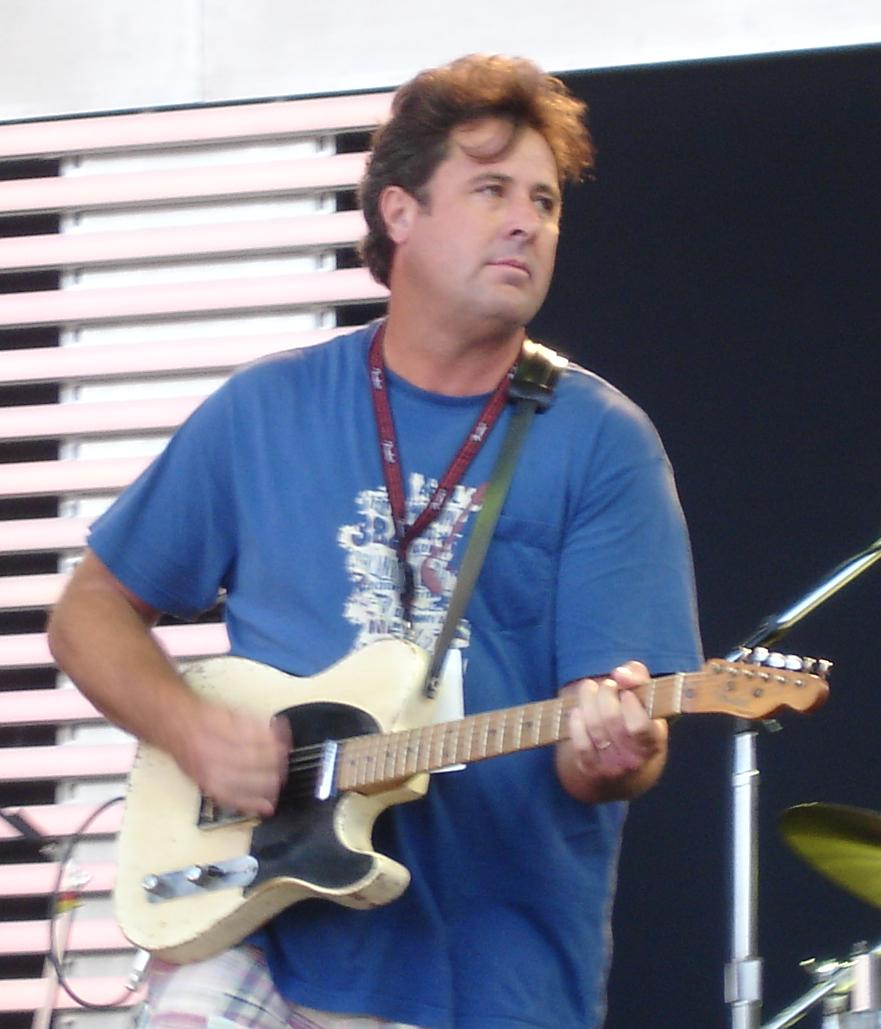
Vince Gill

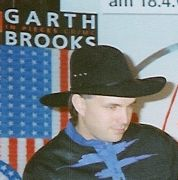
Garth Brooks

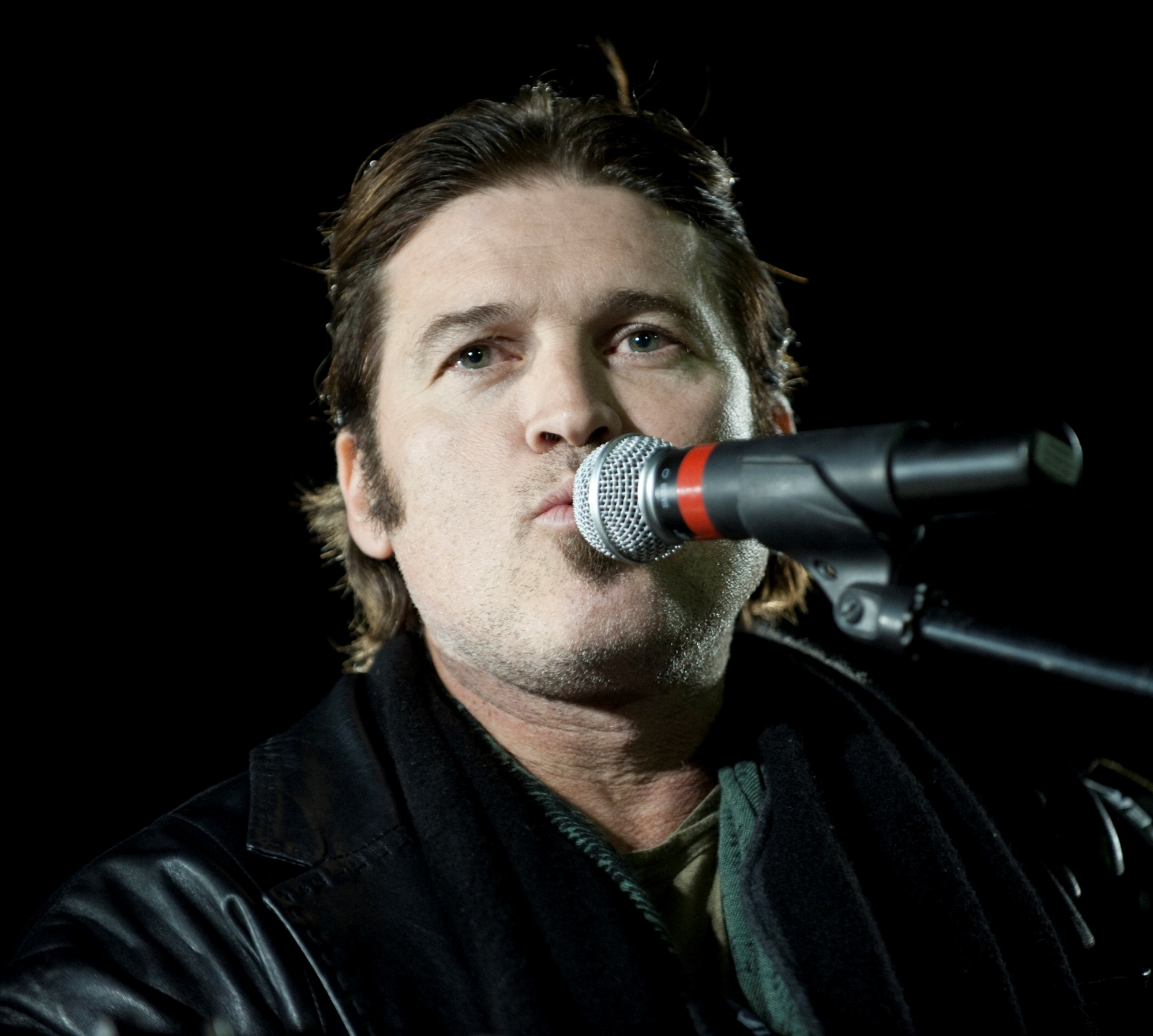
Billy Ray Cyrus

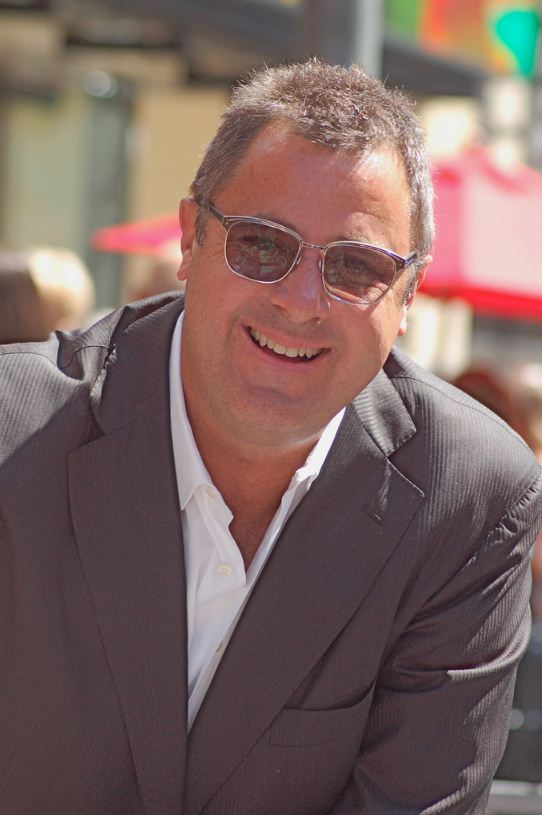
Vince Gill

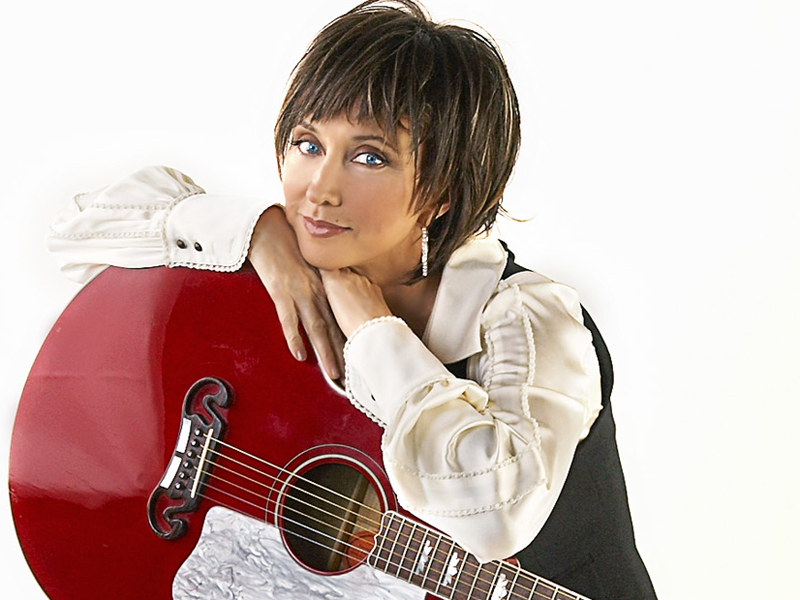
Pam Tillis

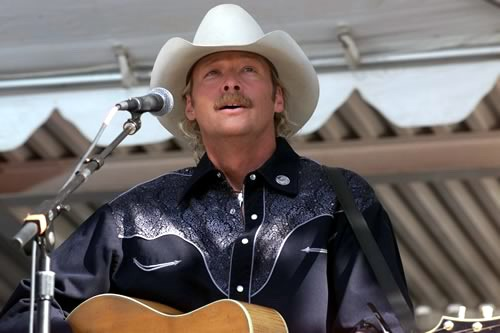
Alan Jackson

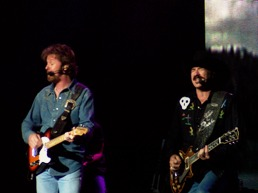
Kix Brooks (rechts) und Ronnie Dunn

1990
| Entertainer of the Year:     | George Strait                               |
| Song of the Year:            | Where’ve You Been – J.Vezner / D.Henry      |
| Single of the Year:          | When I Call Your Name – Vince Gill          |
| Album of the Year:           | Pickin’ on Nashville – Kentucky HeadHunters |
| Male Vocalist of the Year:   | Clint Black                                 |
| Female Vocalist of the Year: | Kathy Mattea                                |
| Vocal Duo of the Year:       | The Judds                                   |
| Vocal Group of the Year:     | Kentucky HeadHunters                        |
| Musician of the Year:        | Johny Gimble                                |
| Horizon Award:               | Garth Brooks                                |
| Vocal Event of the Year:     | Lorrie Morgan / Keith Whitley               |
| Music Video of the Year:     | The Dance – Garth Brooks                    |

1991
| Entertainer of the Year:     | Garth Brooks                                    |
| Song of the Year:            | When I Call Your Name – Vince Gill / Tim DuBois |
| Single of the Year:          | Friends in Low Places – Garth Brooks            |
| Album of the Year:           | No Fences – Garth Brooks                        |
| Male Vocalist of the Year:   | Vince Gill                                      |
| Female Vocalist of the Year: | Tanya Tucker                                    |
| Vocal Duo of the Year:       | The Judds                                       |
| Vocal Group of the Year:     | Kentucky HeadHunters                            |
| Musician of the Year:        | Mark O’Connor                                   |
| Horizon Award:               | Travis Tritt                                    |
| Vocal Event of the Year:     | Mark O’Connor & The New Nashville Cats          |
| Music Video of the Year:     | The Thunder Rolls – Garth Brooks                |

1992
| Entertainer of the Year:     | Garth Brooks                           |
| Song of the Year:            | Look at Us – Vince Gill / M. D. Barnes |
| Single of the Year:          | Achy Breaky Heart – Billy Ray Cyrus    |
| Album of the Year:           | Ropin’ the Wind – Garth Brooks         |

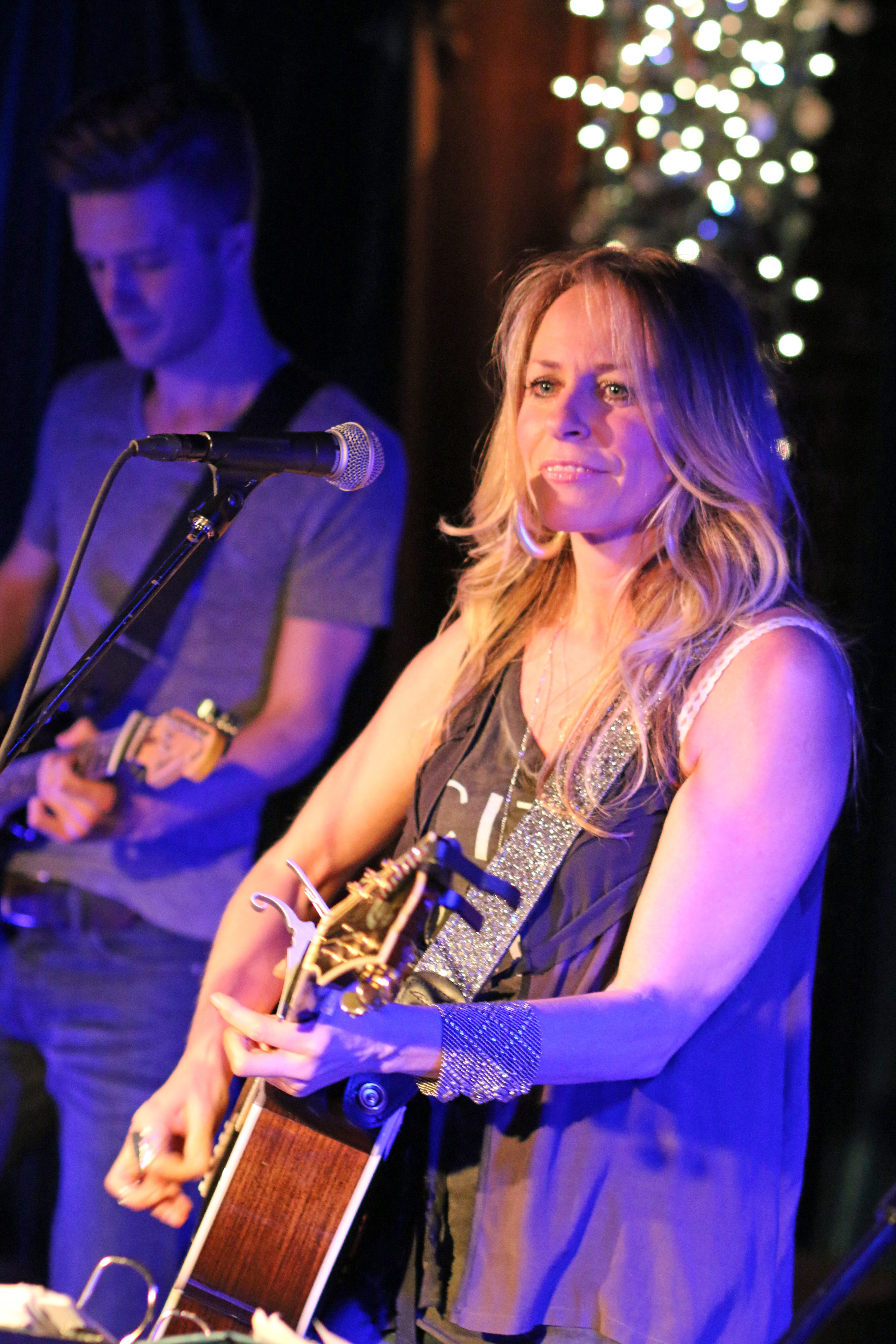
Deana Carter

| Male Vocalist of the Year:   | Vince Gill                             |
| Female Vocalist of the Year: | Mary Chapin Carpenter                  |
| Vocal Duo of the Year:       | Brooks & Dunn                          |
| Vocal Group of the Year:     | Diamond Rio                            |
| Musician of the Year:        | Mark O’Connor                          |
| Horizon Award:               | Suzy Bogguss                           |
| Vocal Event of the Year:     | Marty Stuart / Travis Tritt            |
| Music Video of the Year:     | Midnight in Montgomery – Alan Jackson  |

1993
| Entertainer of the Year:     | Vince Gill                                                   |
| Song of the Year:            | I Still Believe In You – Vince Gill / J. Jarvis              |

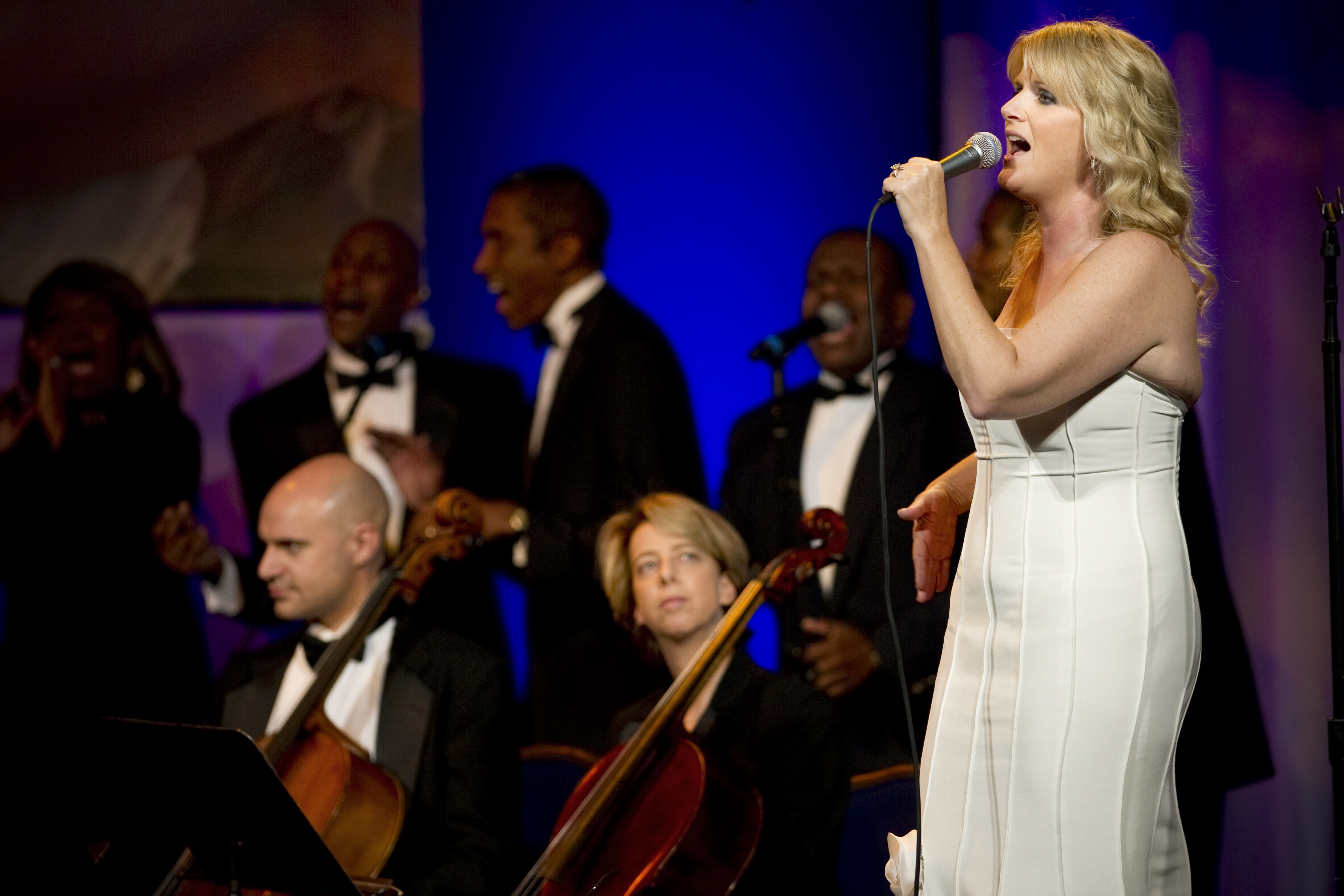
Trisha Yearwood

| Single of the Year:          | Chattahoochee – Alan Jackson                                 |
| Album of the Year:           | I Still Believe In You – Vince Gill                          |
| Male Vocalist of the Year:   | Vince Gill                                                   |
| Female Vocalist of the Year: | Mary Chapin Carpenter                                        |
| Vocal Duo of the Year:       | Brooks & Dunn                                                |
| Vocal Group of the Year:     | Diamond Rio                                                  |
| Musician of the Year:        | Mark O’Connor                                                |
| Horizon Award:               | Mark Chesnutt                                                |
| Vocal Event of the Year:     | verschiedene Interpreten mit I Don’t Need Your Rockin’ Chair |
| Music Video of the Year:     | Chattahoochee – Alan Jackson                                 |

1994
| Entertainer of the Year:     | Vince Gill                                                        |
| Song of the Year:            | Chattahoochee – Alan Jackson / Jim McBride                        |
| Single of the Year:          | I Swear – John Michael Montgomery                                 |
| Album of the Year:           | Common Thread: The Songs of the Eagles – verschiedene Interpreten |

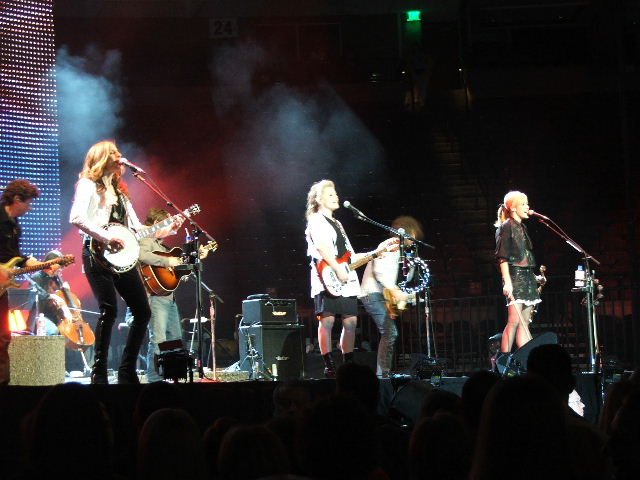
Dixie Chicks

| Male Vocalist of the Year:   | Vince Gill                                                        |
| Female Vocalist of the Year: | Pam Tillis                                                        |
| Vocal Duo of the Year:       | Brooks & Dunn                                                     |
| Vocal Group of the Year:     | Diamond Rio                                                       |
| Musician of the Year:        | Mark O’Connor                                                     |
| Horizon Award:               | John Michael Montgomery                                           |
| Vocal Event of the Year:     | Reba McEntire mit Linda Davis – Does He Love You                  |
| Music Video of the Year:     | Independence Day – Martina McBride                                |

1995
| Entertainer of the Year:     | Alan Jackson                                                          |
| Song of the Year:            | Independence Day – Gretchen Peters                                    |
| Single of the Year:          | When You Say Nothing at All – Alison Krauss & Union Station           |
| Album of the Year:           | When Fallen Angels Fly – Patty Loveless                               |
| Male Vocalist of the Year:   | Vince Gill                                                            |
| Female Vocalist of the Year: | Alison Krauss                                                         |
| Vocal Duo of the Year:       | Brooks & Dunn                                                         |
| Vocal Group of the Year:     | The Mavericks                                                         |
| Musician of the Year:        | Mark O’Connor                                                         |
| Horizon Award:               | Alison Krauss                                                         |
| Vocal Event of the Year:     | Shenandoah mit Alison Krauss – Somewhere in the Vicinity of the Heart |
| Music Video of the Year:     | Baby Likes to Rock It – The Tractors                                  |

1996
| Entertainer of the Year:     | Brooks & Dunn                                        |
| Song of the Year:            | Go Rest High on That Mountain – Vince Gill           |
| Single of the Year:          | Check Yes or No – George Strait                      |
| Album of the Year:           | Blue Clear Sky – George Strait                       |
| Male Vocalist of the Year:   | George Strait                                        |
| Female Vocalist of the Year: | Patty Loveless                                       |
| Vocal Duo of the Year:       | Brooks & Dunn                                        |
| Vocal Group of the Year:     | The Mavericks                                        |
| Musician of the Year:        | Mark O’Connor                                        |
| Horizon Award:               | Bryan White                                          |
| Vocal Event of the Year:     | Dolly Parton mit Vince Gill – I Will Always Love You |
| Music Video of the Year:     | My Wife Thinks You’re Dead – Junior Brown            |

1997
| Entertainer of the Year:     | Garth Brooks                                   |
| Song of the Year:            | Strawberry Wine – Matraca Berg / Gary Harrison |
| Single of the Year:          | Strawberry Wine – Deana Carter                 |
| Album of the Year:           | Carrying Your Love with Me – George Strait     |
| Male Vocalist of the Year:   | George Strait                                  |
| Female Vocalist of the Year: | Trisha Yearwood                                |
| Vocal Duo of the Year:       | Brooks & Dunn                                  |
| Vocal Group of the Year:     | Diamond Rio                                    |
| Musician of the Year:        | Brent Mason                                    |
| Horizon Award:               | LeAnn Rimes                                    |
| Vocal Event of the Year:     | Tim McGraw mit Faith Hill – It’s Your Love     |
| Music Video of the Year:     | 455 Rocket – Kathy Mattea                      |

1998
| Entertainer of the Year:     | Garth Brooks                                                |
| Song of the Year:            | Holes in the Floor of Heaven – Steve Wariner / Billy Kirsh  |
| Single of the Year:          | Holes in the Floor of Heaven – Steve Wariner                |
| Album of the Year:           | Everywhere – Tim McGraw                                     |
| Male Vocalist of the Year:   | George Strait                                               |
| Female Vocalist of the Year: | Trisha Yearwood                                             |
| Vocal Duo of the Year:       | Brooks & Dunn                                               |
| Vocal Group of the Year:     | Dixie Chicks                                                |
| Musician of the Year:        | Brent Mason                                                 |
| Horizon Award:               | Dixie Chicks                                                |
| Vocal Event of the Year:     | Patty Loveless mit George Jones – You Don’t Seem to Miss Me |
| Music Video of the Year:     | This Kiss – Faith Hill                                      |

1999
| Entertainer of the Year:     | Shania Twain                                                     |
| Song of the Year:            | This Kiss – B. Chapman / A. Roboff / R. Lerner                   |
| Single of the Year:          | Wide Open Spaces – Dixie Chicks                                  |
| Album of the Year:           | A Place In The Sun – Tim McGraw                                  |
| Male Vocalist of the Year:   | Tim McGraw                                                       |
| Female Vocalist of the Year: | Martina McBride                                                  |
| Vocal Duo of the Year:       | Brooks & Dunn                                                    |
| Vocal Group of the Year:     | Dixie Chicks                                                     |
| Musician of the Year:        | Randy Scruggs                                                    |
| Horizon Award:               | Jo Dee Messina                                                   |
| Vocal Event of the Year:     | Vince Gill mit Patty Loveless – My Kind of Woman, My Kind of Man |
| Music Video of the Year:     | Wide Open Spaces – Dixie Chicks                                  |

## 2000er

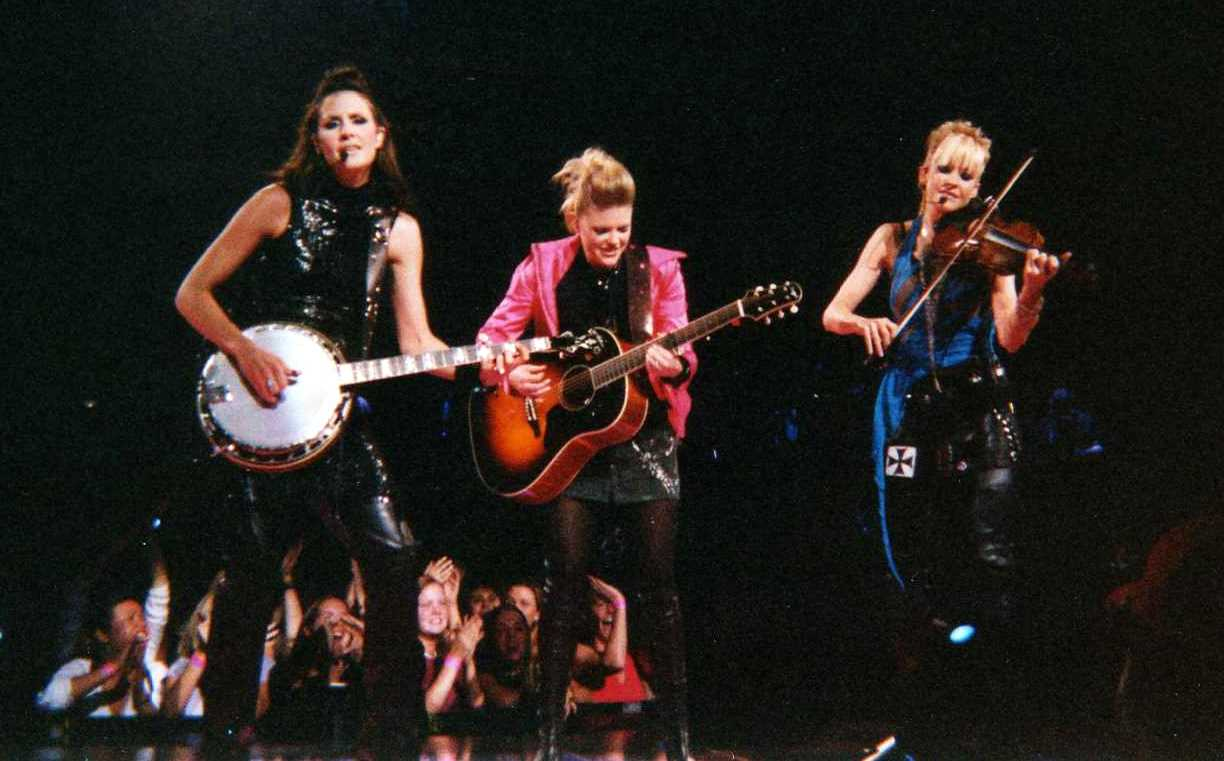
Dixie Chicks

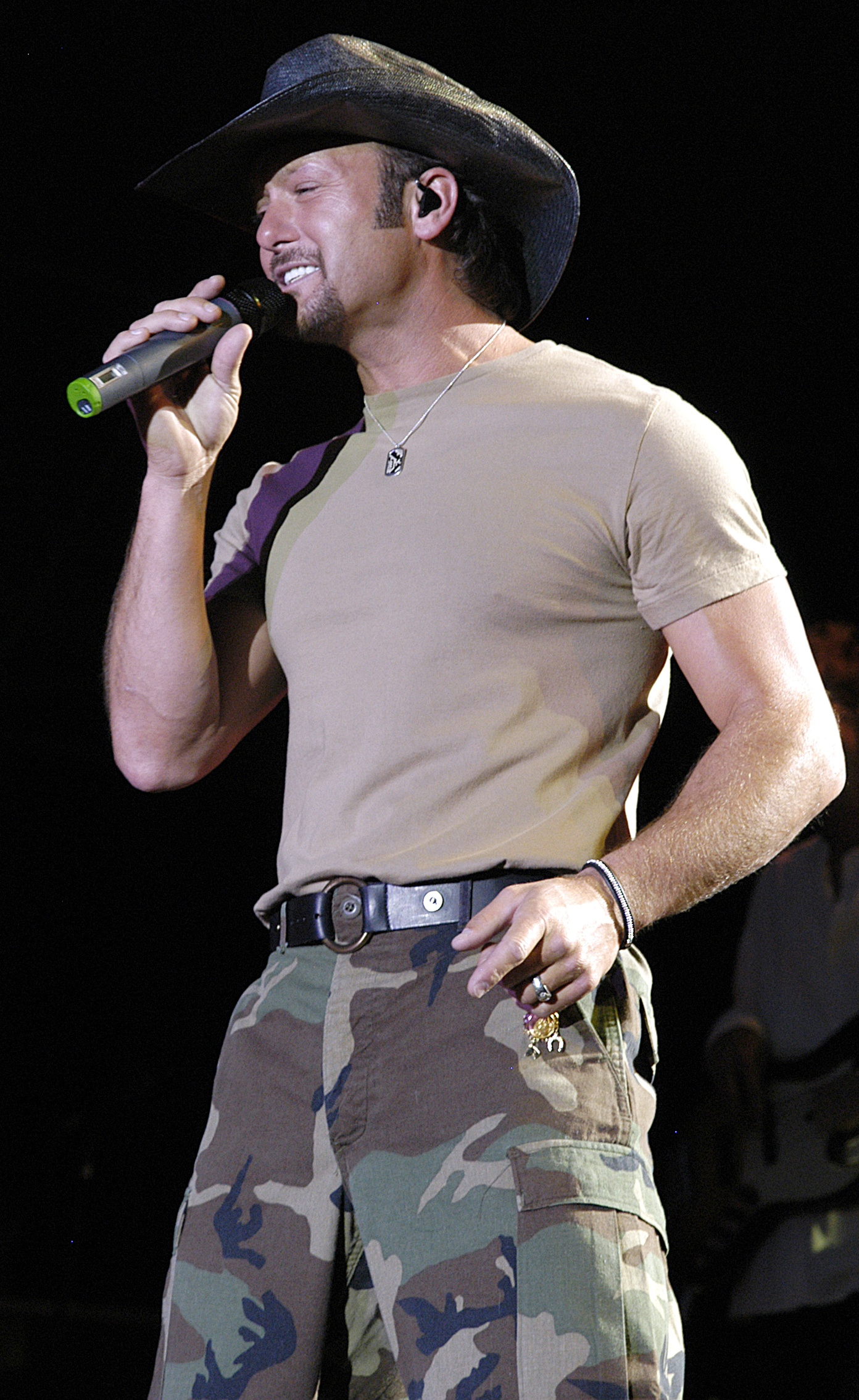
Tim McGraw

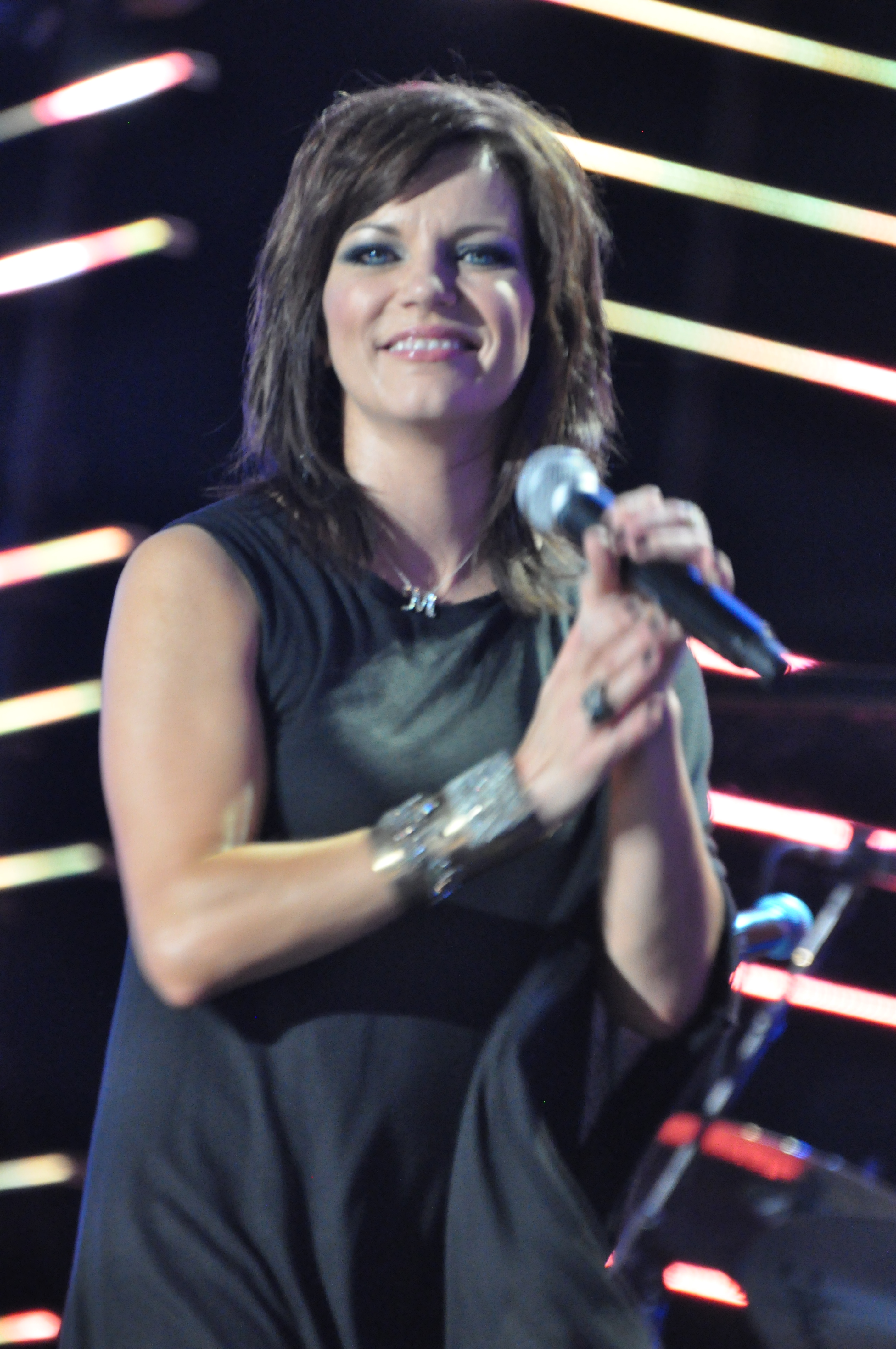
Martina McBride

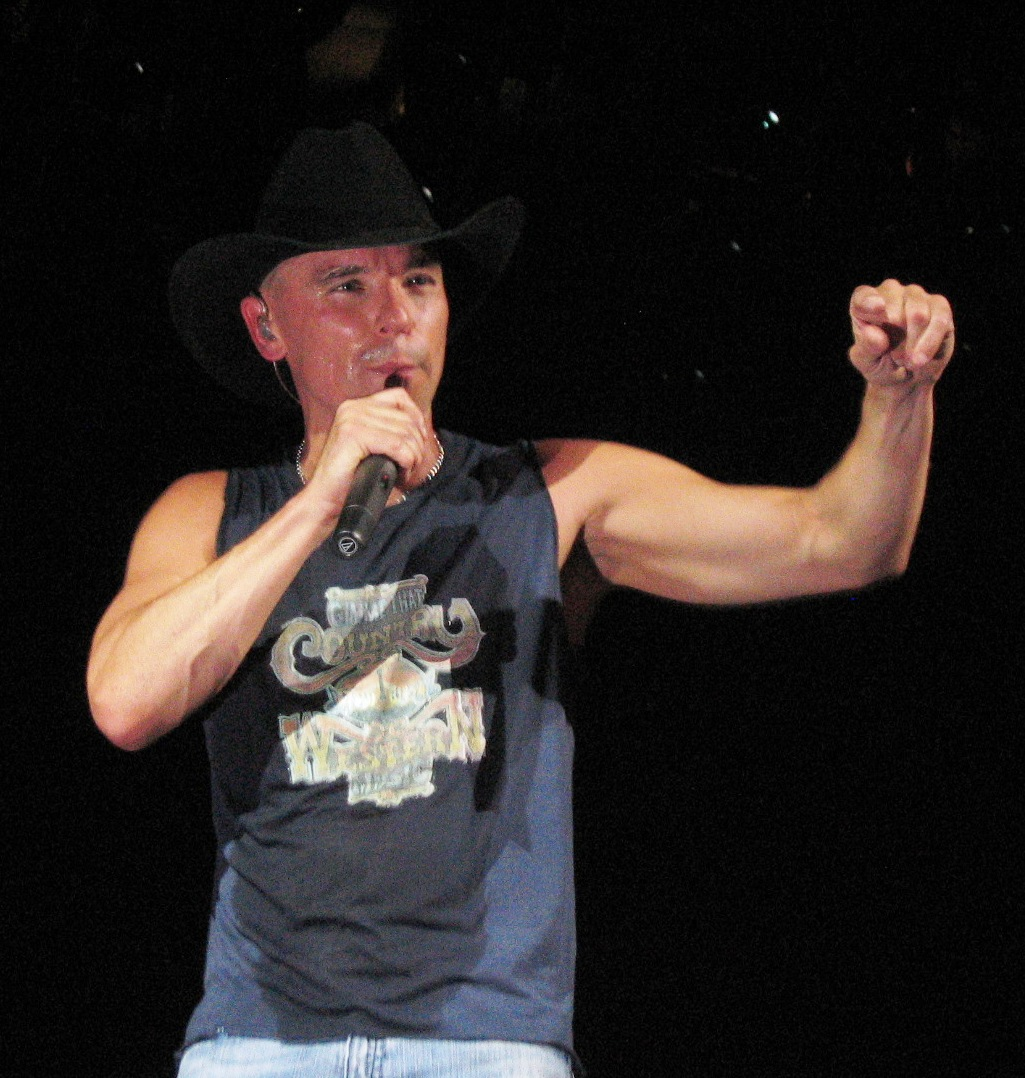
Kenny Chesney

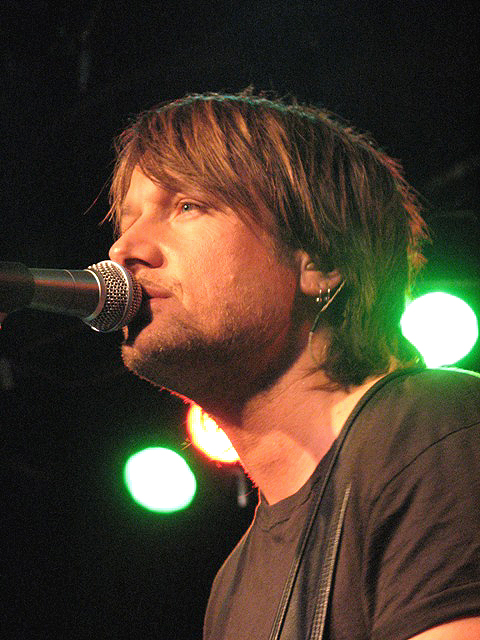
Keith Urban

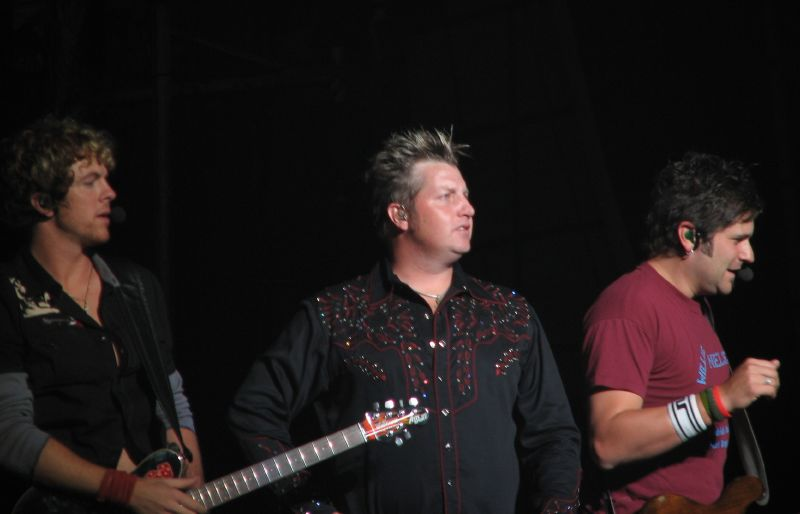
Rascal Flatts

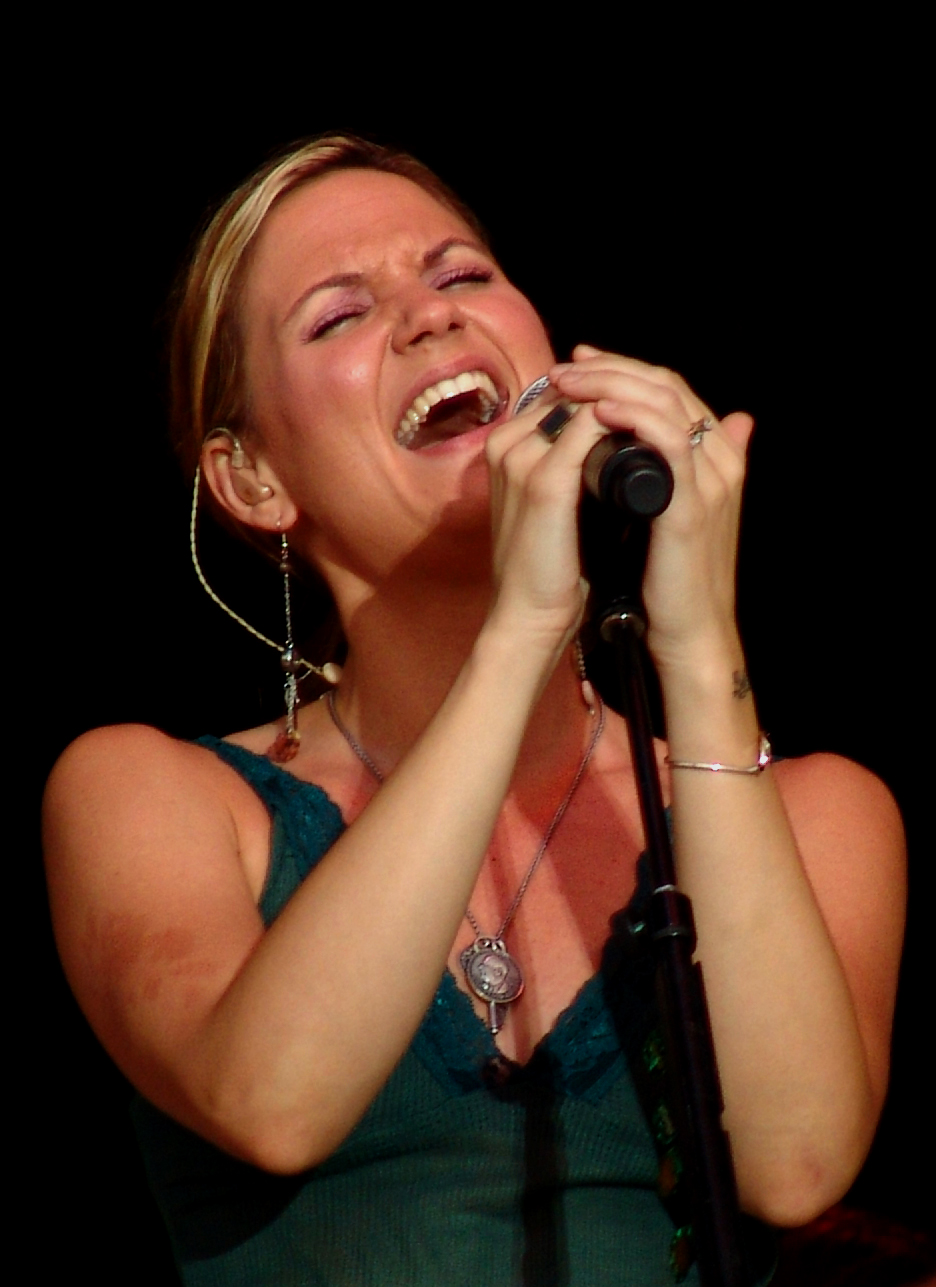
Jennifer Nettles

2000
| Entertainer of the Year:     | Dixie Chicks                                         |
| Song of the Year:            | I Hope You Dance – Lee Ann Womack                    |
| Single of the Year:          | I Hope You Dance – Lee Ann Womack                    |
| Album of the Year:           | Fly – Dixie Chicks                                   |
| Male Vocalist of the Year:   | Tim McGraw                                           |
| Female Vocalist of the Year: | Faith Hill                                           |
| Vocal Duo of the Year:       | Montgomery Gentry                                    |
| Vocal Group of the Year:     | Dixie Chicks                                         |
| Musician of the Year:        | Hargus Robbins                                       |
| Horizon Award:               | Brad Paisley                                         |
| Vocal Event of the Year:     | George Strait mit Alan Jackson – Murder on Music Row |
| Music Video of the Year:     | Goodbye Earl – Dixie Chicks                          |

2001
| Entertainer of the Year:     | Tim McGraw                                                                |
| Song of the Year:            | Murder on Music Row – Larry Cordle / Larry Shell                          |
| Single of the Year:          | I Am a Man of Constant Sorrow – ‘‘The Soggy Bottom Boys’’                 |

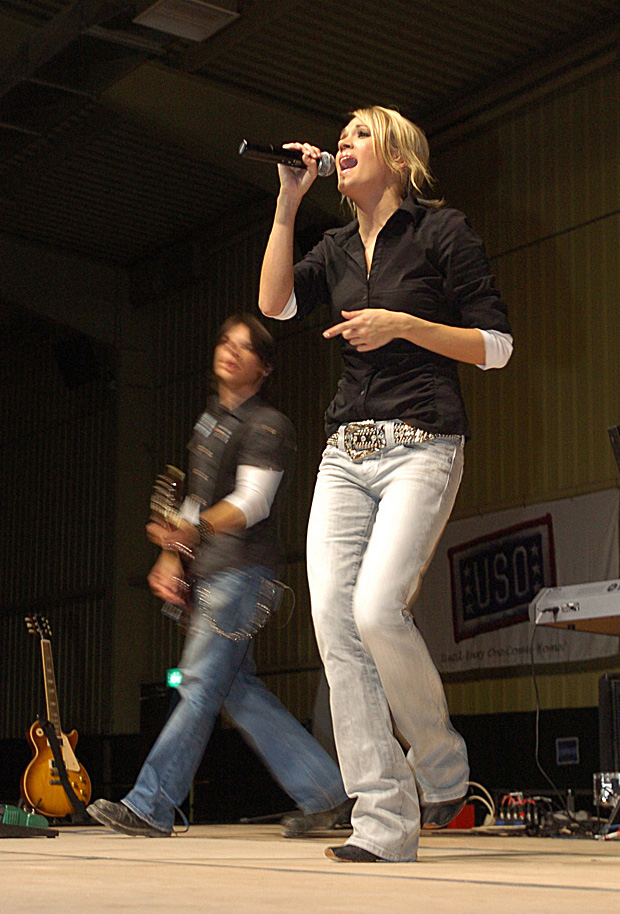
Carrie Underwood

| Album of the Year:           | O Brother, Where Art Thou? – verschiedene Interpreten                     |
| Male Vocalist of the Year:   | Toby Keith                                                                |
| Female Vocalist of the Year: | Lee Ann Womack                                                            |
| Vocal Duo of the Year:       | Brooks & Dunn                                                             |
| Vocal Group of the Year:     | Lonestar                                                                  |
| Musician of the Year:        | Dann Huff                                                                 |
| Horizon Award:               | Keith Urban                                                               |
| Vocal Event of the Year:     | Brad Paisley mit George Jones, Bill Anderson und Buck Owens – Too Country |
| Music Video of the Year:     | Born to Fly – Sara Evans                                                  |

2002
| Entertainer of the Year:     | Alan Jackson                                                   |
| Song of the Year:            | Where Were You (When the World Stopped Turning) – Alan Jackson |
| Single of the Year:          | Where Were You (When the World Stopped Turning) – Alan Jackson |
| Album of the Year:           | Drive – Alan Jackson                                           |
| Male Vocalist of the Year:   | Alan Jackson                                                   |
| Female Vocalist of the Year: | Martina McBride                                                |
| Vocal Duo of the Year:       | Brooks & Dunn                                                  |
| Vocal Group of the Year:     | Dixie Chicks                                                   |
| Musician of the Year:        | Jerry Douglas                                                  |
| Horizon Award:               | Rascal Flatts                                                  |
| Vocal Event of the Year:     | Willie Nelson mit Lee Ann Womack – Mendocino County Line       |
| Music Video of the Year:     | I’m Gonna Miss Her – Brad Paisley                              |

2003
| Entertainer of the Year:     | Alan Jackson                                                 |
| Song of the Year:            | Three Wooden Crosses – Dough Johnson / Kim Williams          |
| Single of the Year:          | Hurt – Johnny Cash                                           |
| Album of the Year:           | American IV: The Man Comes Around – Johnny Cash              |
| Male Vocalist of the Year:   | Alan Jackson                                                 |
| Female Vocalist of the Year: | Martina McBride                                              |
| Vocal Duo of the Year:       | Brooks & Dunn                                                |
| Vocal Group of the Year:     | Rascal Flatts                                                |
| Musician of the Year:        | Randy Scruggs                                                |
| Horizon Award:               | Joe Nichols                                                  |
| Vocal Event of the Year:     | Alan Jackson mit Jimmy Buffett – It’s Five O’Clock Somewhere |
| Music Video of the Year:     | Hurt – Johnny Cash                                           |

2004
| Entertainer of the Year:     | Kenny Chesney                                    |
| Song of the Year:            | Live Like You Were Dying – Tim McGraw            |

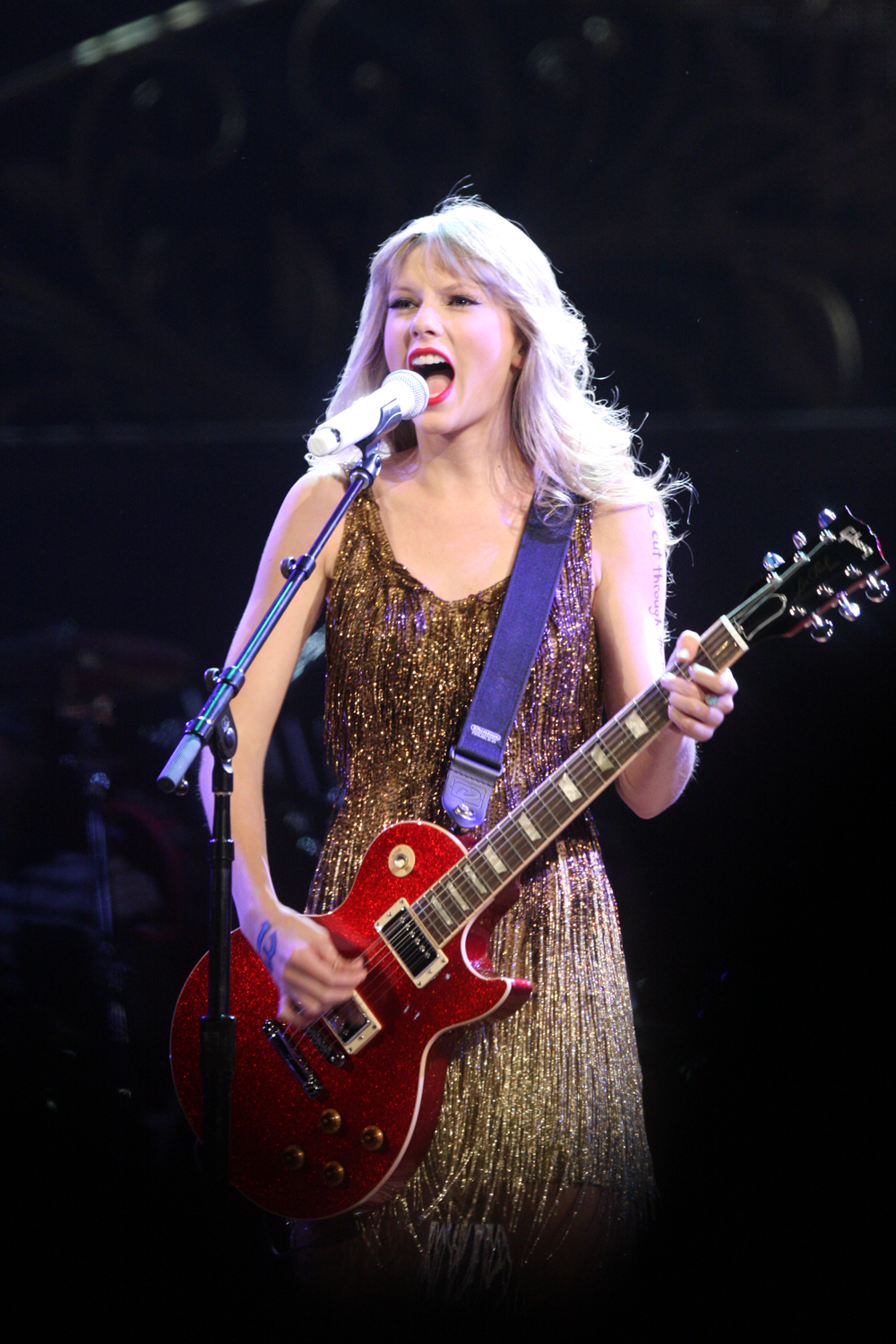
Taylor Swift

| Single of the Year:          | Live Like You Were Dying – Tim McGraw            |
| Album of the Year:           | When the Sun Goes Down – Kenny Chesney           |
| Male Vocalist of the Year:   | Keith Urban                                      |
| Female Vocalist of the Year: | Martina McBride                                  |
| Vocal Duo of the Year:       | Brooks & Dunn                                    |
| Vocal Group of the Year:     | Rascal Flatts                                    |
| Musician of the Year:        | Dann Huff                                        |
| Horizon Award:               | Gretchen Wilson                                  |
| Musical Event of the Year:   | Brad Paisley und Alison Krauss – Whiskey Lullaby |
| Music Video of the Year:     | Whiskey Lullaby – Brad Paisley und Alison Krauss |

2005
| Entertainer of the Year:     | Keith Urban                                          |
| Song of the Year:            | Whiskey Lullaby – Bill Anderson und Jon Randall      |
| Single of the Year:          | I May Hate Myself in the Morning – Lee Ann Womack    |
| Album of the Year:           | There’s More Where That Came From – Lee Ann Womack   |
| Male Vocalist of the Year:   | Keith Urban                                          |
| Female Vocalist of the Year: | Gretchen Wilson                                      |
| Vocal Duo of the Year:       | Brooks & Dunn                                        |
| Vocal Group of the Year:     | Rascal Flatts                                        |
| Musician of the Year:        | Jerry Douglas                                        |
| Horizon Award:               | Dierks Bentley                                       |
| Musical Event of the Year:   | George Strait und Lee Ann Womack Good News, Bad News |
| Music Video of the Year:     | As Good As I Once Was – Toby Keith                   |

2006
| Entertainer of the Year:     | Kenny Chesney                                            |
| Song of the Year:            | Believe – Craig Wiseman und Ronnie Dunn                  |
| Single of the Year:          | Believe – Brooks & Dunn                                  |
| Album of the Year:           | Time Well Wasted – Brad Paisley                          |
| Male Vocalist of the Year:   | Keith Urban                                              |
| Female Vocalist of the Year: | Carrie Underwood                                         |
| Vocal Duo of the Year:       | Brooks & Dunn                                            |
| Vocal Group of the Year:     | Rascal Flatts                                            |
| Musician of the Year:        | Randy Scruggs                                            |
| Horizon Award:               | Carrie Underwood                                         |
| Musical Event of the Year:   | Brad Paisley mit Dolly Parton When I Get Where I’m Going |
| Music Video of the Year:     | Believe – Brooks & Dunn                                  |

2007
| Entertainer of the Year:     | Kenny Chesney                                                                       |
| Song of the Year:            | Give It Away – Bill Anderson / Buddy Cannon / Jamey Johnson                         |
| Single of the Year:          | Before He Cheats – Carrie Underwood                                                 |
| Album of the Year:           | It Just Comes Natural – George Strait                                               |
| Male Vocalist of the Year:   | George Strait                                                                       |
| Female Vocalist of the Year: | Carrie Underwood                                                                    |
| Vocal Duo of the Year:       | Sugarland                                                                           |
| Vocal Group of the Year:     | Rascal Flatts                                                                       |
| Musician of the Year:        | Jerry Douglas                                                                       |
| Horizon Award:               | Taylor Swift                                                                        |
| Musical Event of the Year:   | Tracy Lawrence featuring Tim McGraw and Kenny Chesney Find Out Who Your Friends Are |
| Music Video of the Year:     | Online – Brad Paisley                                                               |

2008
| Entertainer of the Year:     | Kenny Chesney                                             |
| Song of the Year:            | Stay – Jennifer Nettles                                   |
| Single of the Year:          | I Saw God Today – George Strait                           |
| Album of the Year:           | Trobadour – George Strait                                 |
| Male Vocalist of the Year:   | Brad Paisley                                              |
| Female Vocalist of the Year: | Carrie Underwood                                          |
| Vocal Duo of the Year:       | Sugarland                                                 |
| Vocal Group of the Year:     | Rascal Flatts                                             |
| Musician of the Year:        | Mac McAnally                                              |
| Horizon Award:               | Lady Antebellum                                           |
| Musical Event of the Year:   | Robert Plant and Alison Krauss Gone Gone Gone             |
| Music Video of the Year:     | Waitin’ on a Woman – Brad Paisley featuring Andy Griffith |

2009
| Entertainer of the Year:     | Taylor Swift                                               |
| Song of the Year:            | In Color – Jamey Johnson, Lee Thomas Miller und James Otto |
| Single of the Year:          | I Run to You – Lady Antebellum                             |
| Album of the Year:           | Fearless – Taylor Swift                                    |
| Male Vocalist of the Year:   | Brad Paisley                                               |
| Female Vocalist of the Year: | Taylor Swift                                               |
| Vocal Duo of the Year:       | Sugarland                                                  |
| Vocal Group of the Year:     | Lady Antebellum                                            |
| Musician of the Year:        | Mac McAnally                                               |
| New Artist of the Year:      | Darius Rucker                                              |
| Musical Event of the Year:   | Start a Band – Brad Paisley und Keith Urban                |
| Music Video of the Year:     | Love Story – Taylor Swift                                  |

## 2010er

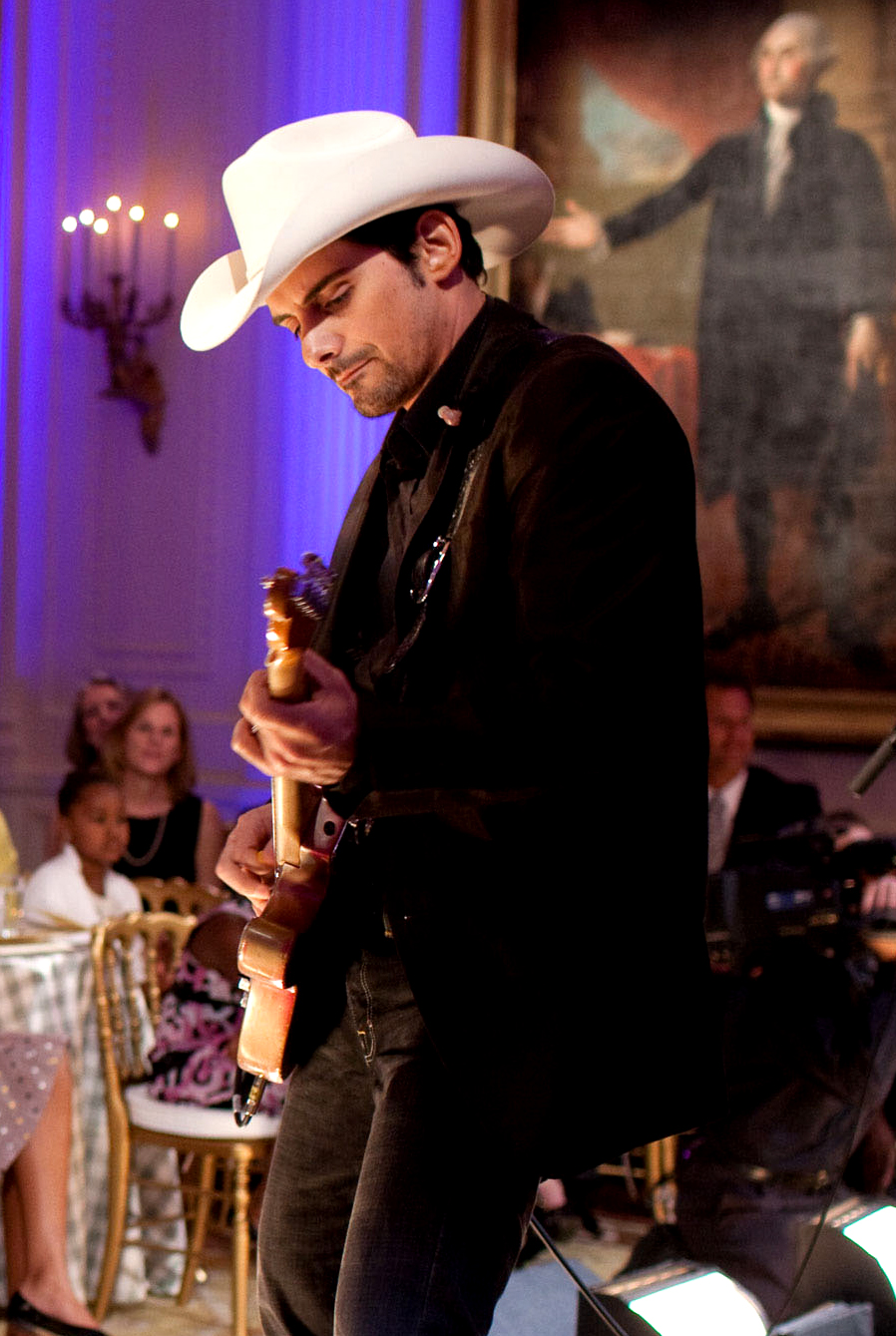
Brad Paisley

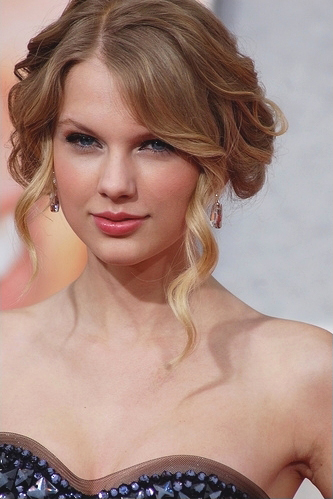
Taylor Swift

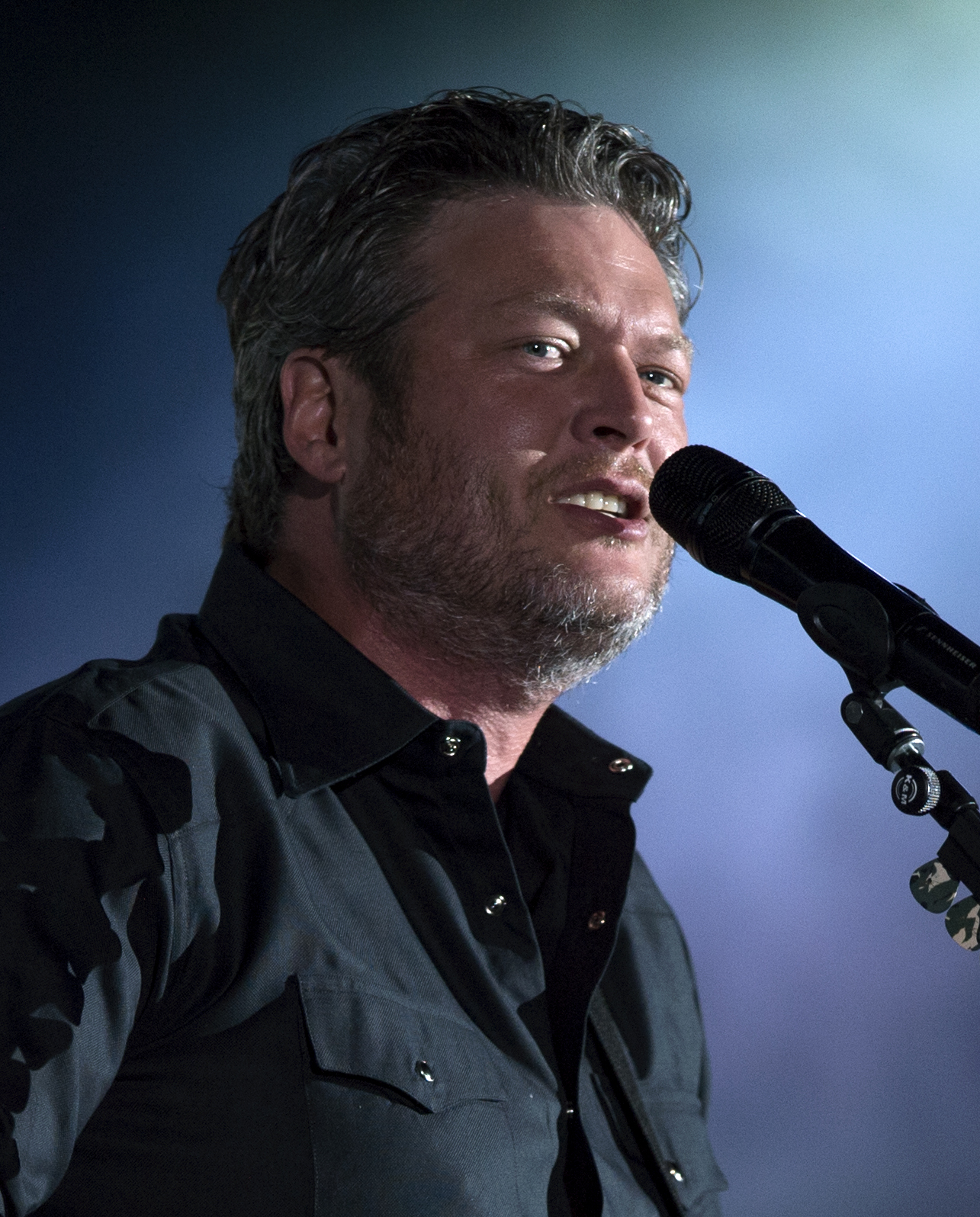
Blake Shelton

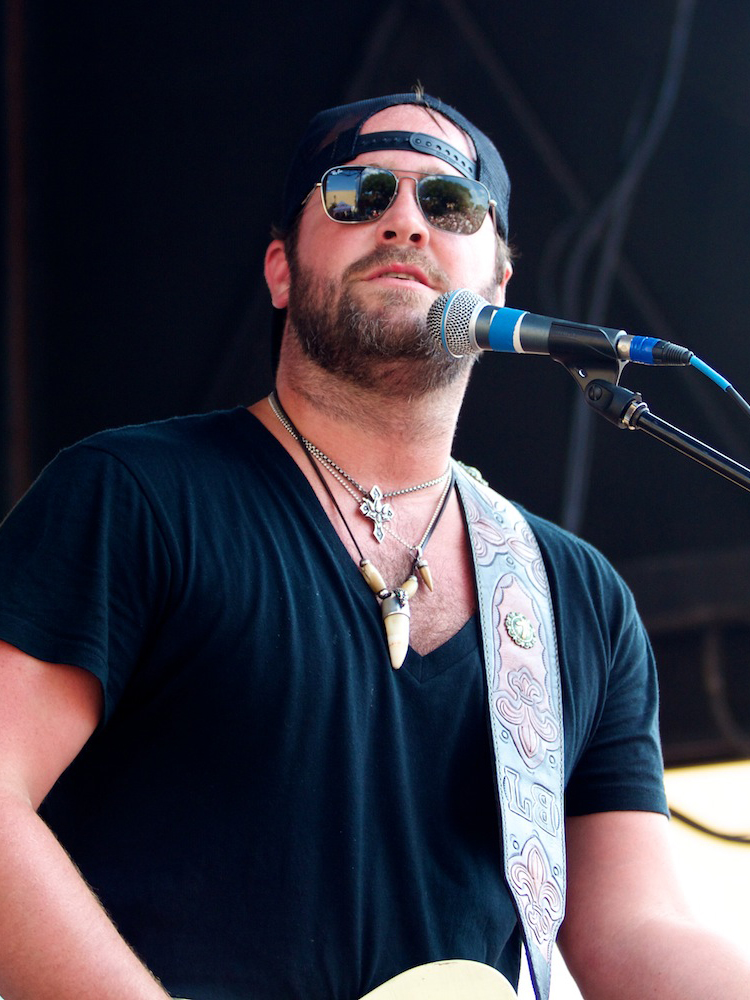
Lee Brice

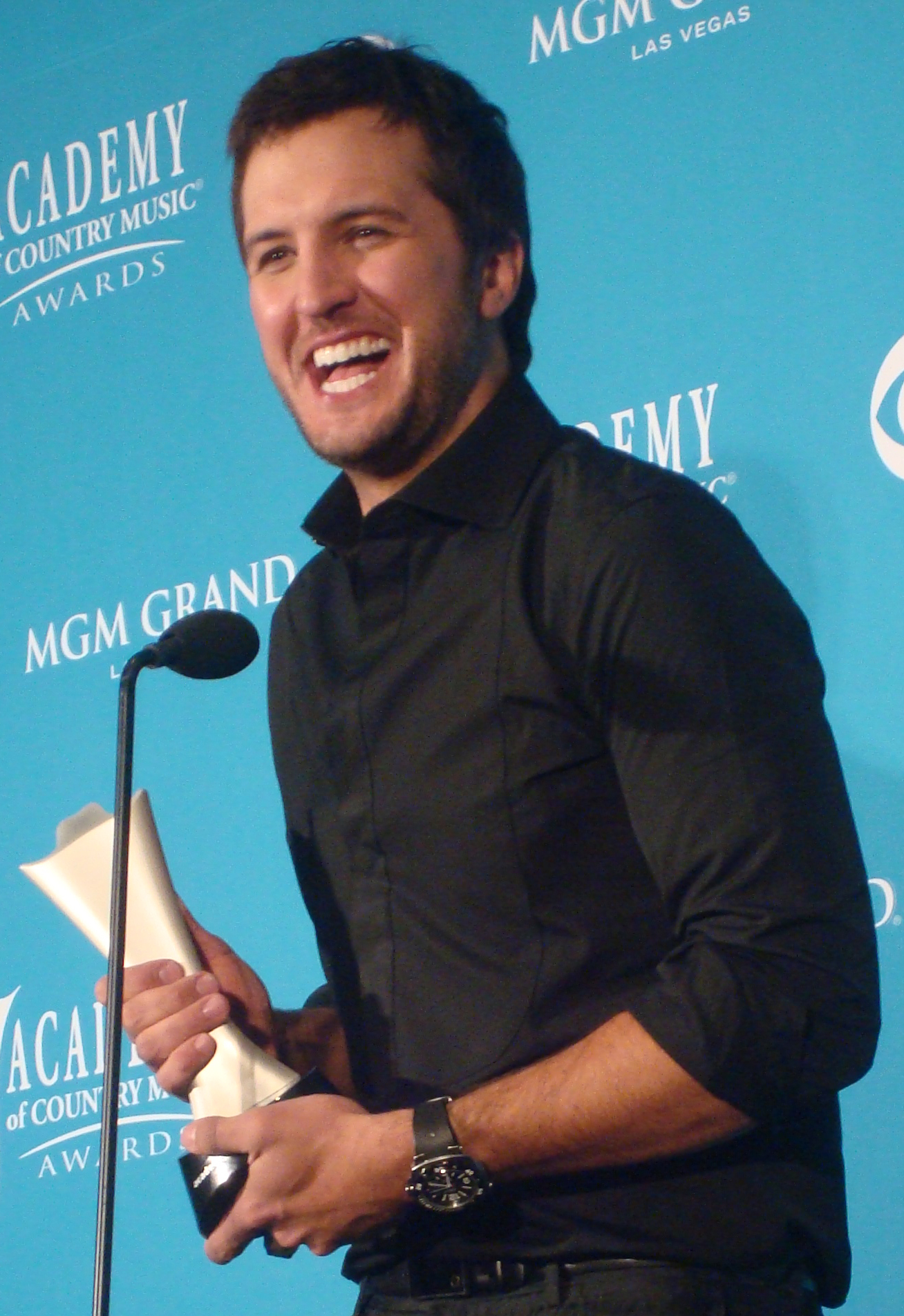
Luke Bryan

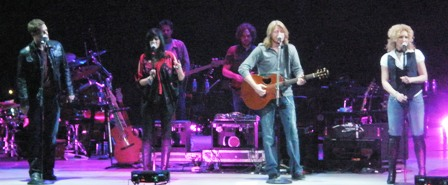
Little Big Town

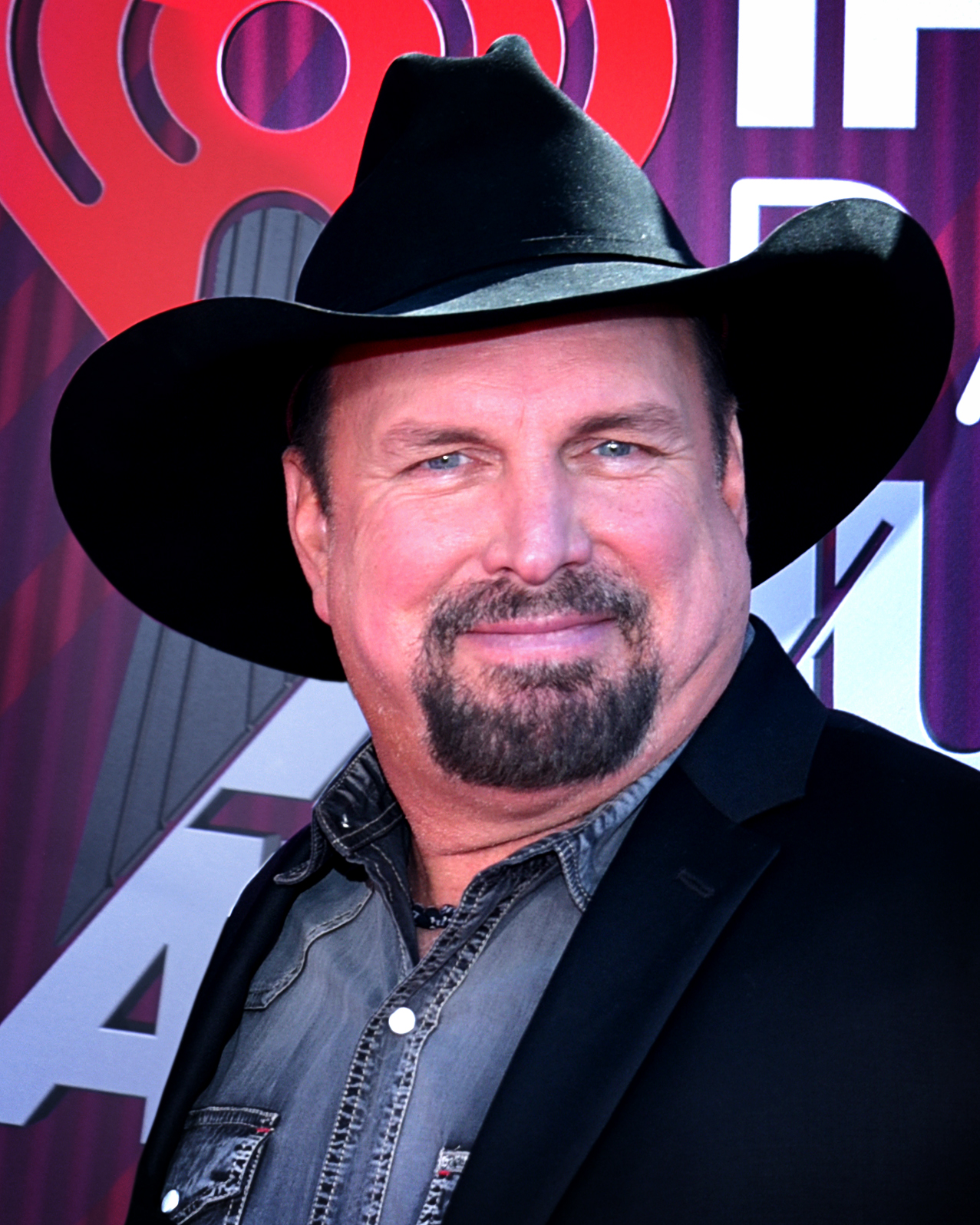
Garth Brooks

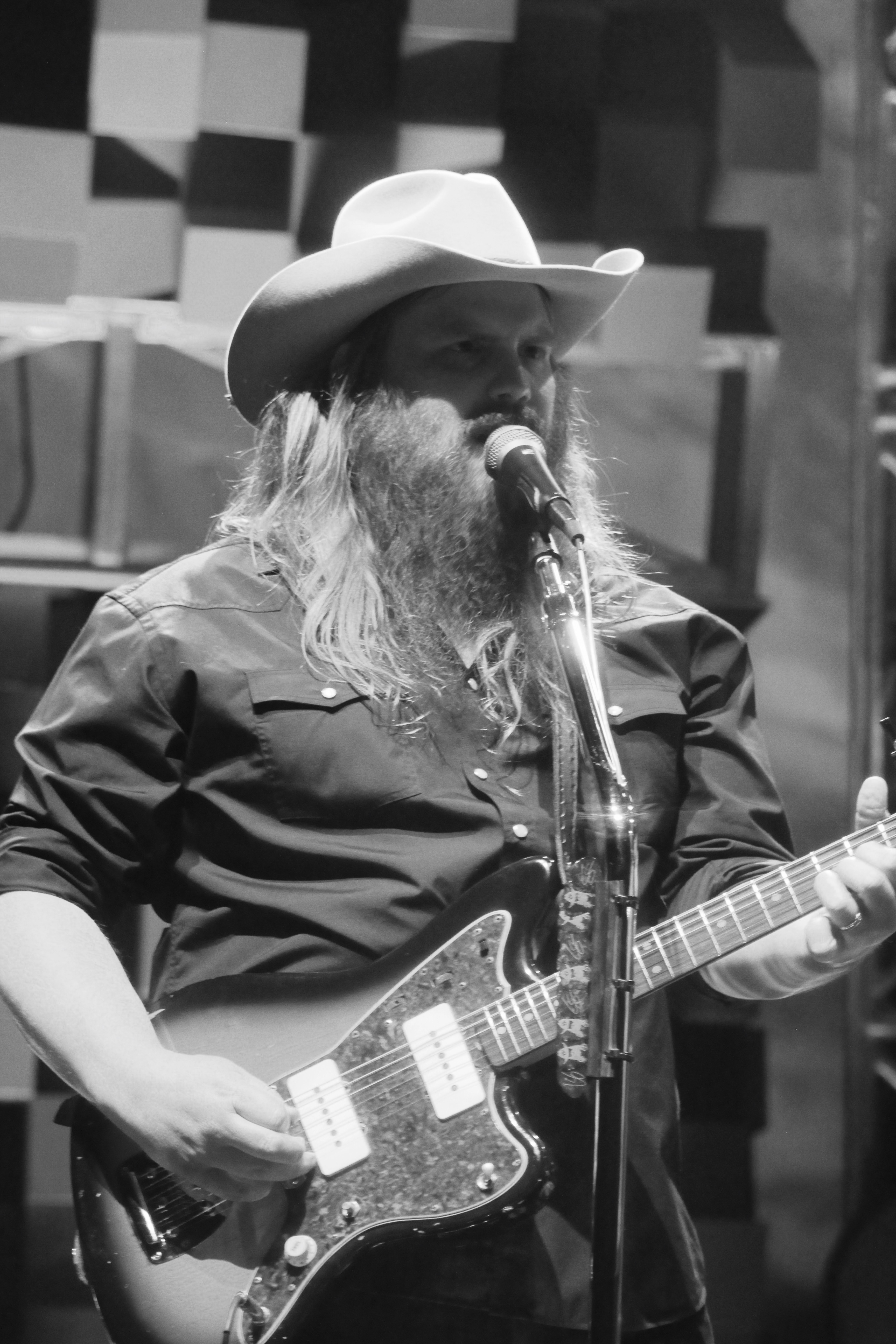
Chris Stapleton

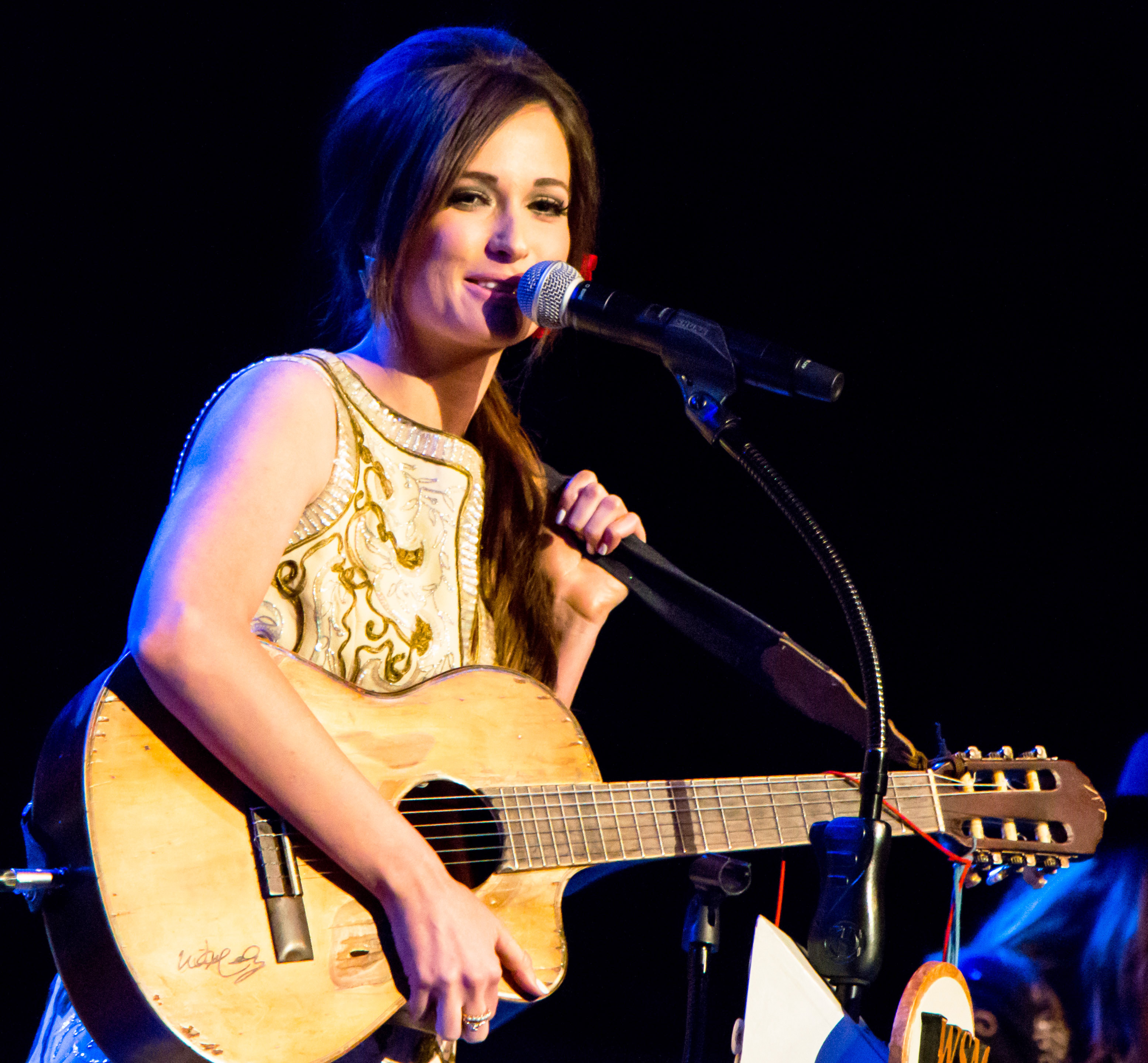
Kacey Musgraves

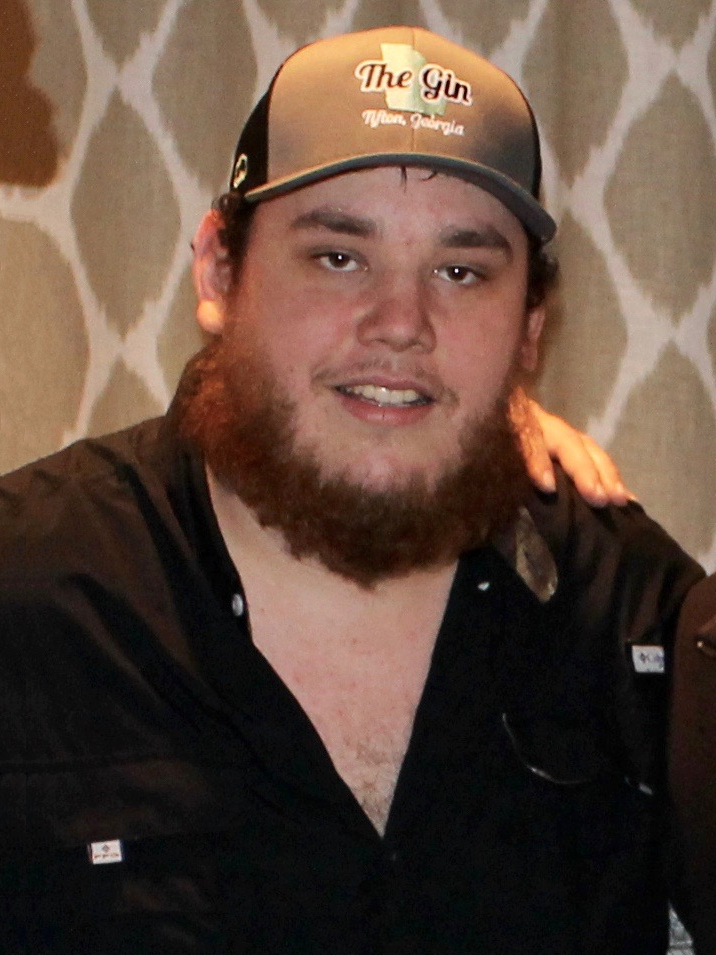
Luke Combs

2010
| Entertainer of the Year:     | Brad Paisley                                             |
| Song of the Year:            | The House That Built Me – Tom Douglas und Allen Shamblin |
| Single of the Year:          | Need You Now – Lady Antebellum                           |
| Album of the Year:           | Revolution – Miranda Lambert                             |
| Male Vocalist of the Year:   | Blake Shelton                                            |
| Female Vocalist of the Year: | Miranda Lambert                                          |
| Vocal Duo of the Year:       | Sugarland                                                |
| Vocal Group of the Year:     | Lady Antebellum                                          |
| Musician of the Year:        | Mac McAnally                                             |
| New Artist of the Year:      | Zac Brown Band                                           |
| Musical Event of the Year:   | Hillbilly Bone – Blake Shelton und Trace Adkins          |
| Music Video of the Year:     | The House That Built Me – Miranda Lambert                |

2011
| Entertainer of the Year:     | Taylor Swift                                                           |
| Song of the Year:            | If I Die Young – Kimberly Perry                                        |
| Single of the Year:          | If I Die Young – The Band Perry, Produktion: Paul Worley               |
| Album of the Year:           | My Kinda Party – Jason Aldean, Produktion: Michael Knox                |
| Male Vocalist of the Year:   | Blake Shelton                                                          |
| Female Vocalist of the Year: | Miranda Lambert                                                        |
| Vocal Duo of the Year:       | Sugarland                                                              |
| Vocal Group of the Year:     | Lady Antebellum                                                        |
| Musician of the Year:        | Mac McAnally                                                           |
| New Artist of the Year:      | The Band Perry                                                         |
| Musical Event of the Year:   | Don’t You Wanna Stay – Jason Aldean mit Kelly Clarkson                 |
| Music Video of the Year:     | You and Tequila – Kenny Chesney feat. Grace Potter, Regie: Shaun Silva |

2012
| Entertainer of the Year:     | Blake Shelton                                        |
| Song of the Year:            | Over You – Miranda Lambert & Blake Shelton           |
| Single of the Year:          | Pontoon – Little Big Town, Produktion: Jay Joyce     |
| Album of the Year:           | Chief – Eric Church, Produktion: Jay Joyce           |
| Male Vocalist of the Year:   | Blake Shelton                                        |
| Female Vocalist of the Year: | Miranda Lambert                                      |
| Vocal Duo of the Year:       | Thompson Square                                      |
| Vocal Group of the Year:     | Little Big Town                                      |
| Musician of the Year:        | Mac McAnally                                         |
| New Artist of the Year:      | Hunter Hayes                                         |
| Musical Event of the Year:   | Feel Like a Rock Star – Kenny Chesney mit Tim McGraw |
| Music Video of the Year:     | Red Solo Cup – Toby Keith, Regie: Michael Salomon    |

2013
| Entertainer of the Year:     | George Strait                                                                      |
| Song of the Year:            | I Drive Your Truck – Lee Brice                                                     |
| Single of the Year:          | Cruise – Florida Georgia Line, Produktion: Joey Moi                                |
| Album of the Year:           | Based on a True Story – Blake Shelton, Produktion: Scott Hendricks                 |
| Male Vocalist of the Year:   | Blake Shelton                                                                      |
| Female Vocalist of the Year: | Miranda Lambert                                                                    |
| Vocal Duo of the Year:       | Florida Georgia Line                                                               |
| Vocal Group of the Year:     | Little Big Town                                                                    |
| Musician of the Year:        | Mac McAnally                                                                       |
| New Artist of the Year:      | Kacey Musgraves                                                                    |
| Musical Event of the Year:   | Highway Don’t Care – Tim McGraw mit Taylor Swift & Keith Urban                     |
| Music Video of the Year:     | Highway Don’t Care – Tim McGraw mit Taylor Swift & Keith Urban, Regie: Shane Drake |

2014
| Entertainer of the Year:     | Luke Bryan                                                        |
| Song of the Year:            | Follow Your Arrow – Kacey Musgraves, Shane McAnally, Brandy Clark |
| Single of the Year:          | Automatic – Miranda Lambert                                       |
| Album of the Year:           | Platinum – Miranda Lambert                                        |
| Male Vocalist of the Year:   | Blake Shelton                                                     |
| Female Vocalist of the Year: | Miranda Lambert                                                   |
| Vocal Duo of the Year:       | Florida Georgia Line                                              |
| Vocal Group of the Year:     | Little Big Town                                                   |
| Musician of the Year:        | Mac McAnally                                                      |
| New Artist of the Year:      | Brett Eldredge                                                    |
| Musical Event of the Year:   | We Were Us – Keith Urban mit Miranda Lambert                      |
| Music Video of the Year:     | Drunk on a Plane – Dierks Bentley                                 |

2015
| Entertainer of the Year:     | Luke Bryan                               |
| Song of the Year:            | Girl Crush – Little Big Town             |
| Single of the Year:          | Girl Crush – Little Big Town             |
| Album of the Year:           | Traveller – Chris Stapleton              |
| Male Vocalist of the Year:   | Chris Stapleton                          |
| Female Vocalist of the Year: | Miranda Lambert                          |
| Vocal Duo of the Year:       | Florida Georgia Line                     |
| Vocal Group of the Year:     | Little Big Town                          |
| Musician of the Year:        | Mac McAnally                             |
| New Artist of the Year:      | Chris Stapleton                          |
| Musical Event of the Year:   | Raise ’Em Up – Keith Urban & Eric Church |
| Music Video of the Year:     | Girl in a Country Song – Maddie & Tae    |

2016
| Entertainer of the Year:     | Garth Brooks                                        |
| Song of the Year:            | Humble and Kind – Lori McKenna                      |
| Single of the Year:          | Die a Happy Man – Thomas Rhett                      |
| Album of the Year:           | Mr. Misunderstood – Eric Church                     |
| Male Vocalist of the Year:   | Chris Stapleton                                     |
| Female Vocalist of the Year: | Carrie Underwood                                    |
| Vocal Duo of the Year:       | Brothers Osborne                                    |
| Vocal Group of the Year:     | Little Big Town                                     |
| Musician of the Year:        | Dann Huff                                           |
| New Artist of the Year:      | Maren Morris                                        |
| Musical Event of the Year:   | Different for Girls – Dierks Bentley with Elle King |
| Music Video of the Year:     | Fire Away – Chris Stapleton                         |

2017
| Entertainer of the Year:     | Garth Brooks                                                                                          |
| Album of the Year:           | From a room – Volume 1 – Chris Stapleton (Producer: Chris Stapleton, Dave Cobb)                       |
| Song of the Year:            | Better Man – Taylor Swift                                                                             |
| Single of the Year:          | Blue Ain't Your Color – Keith Urban (Mix-Engineer: Chris Lord-Alge; Producer: Dann Huff, Keith Urban) |
| Male Vocalist of the Year:   | Chris Stapleton                                                                                       |
| Female Vocalist of the Year: | Miranda Lambert                                                                                       |
| Vocal Duo of the Year:       | Brothers Osborne                                                                                      |
| Vocal Group of the Year:     | Little Big Town                                                                                       |
| Musician of the Year:        | Mac McAnally (Gitarre)                                                                                |
| New Artist of the Year:      | Jon Pardi                                                                                             |
| Musical Event of the Year:   | Funny How Time Slips Away (Glen Campbell with Willie Nelson)                                          |
| Music Video of the Year:     | It Ain't My Fault – Brothers Osborne (Producer: Wes Edwards, Ryan Silver)                             |

2018
| Entertainer of the Year:     | Keith Urban                                                                                       |
| Album of the Year:           | Golden Hour – Kacey Musgraves (Producer: Kacey Musgraves, Ian Fitchuk, Daniel Tashian)            |
| Song of the Year:            | Broken Halos – Mike Henderson und Chris Stapleton                                                 |
| Single of the Year:          | Broken Halos – Chris Stapleton (Mix-Engineer: Vance Powell; Producer: Dave Cobb, Chris Stapleton) |
| Male Vocalist of the Year:   | Chris Stapleton                                                                                   |
| Female Vocalist of the Year: | Carrie Underwood                                                                                  |
| Vocal Duo of the Year:       | Brothers Osborne                                                                                  |
| Vocal Group of the Year:     | Old Dominion                                                                                      |
| Musician of the Year:        | Mac McAnally (Gitarre)                                                                            |
| New Artist of the Year:      | Luke Combs                                                                                        |
| Musical Event of the Year:   | Everything's Gonna Be Alright (David Lee Murphy with Kenny Chesney)                               |
| Music Video of the Year:     | Marry Me – Thomas Rhett (Producer: TK McKamy)                                                     |

2019
| Entertainer of the Year:     | Garth Brooks |
| Album of the Year:           | Girl – Maren Morris (Producer: busbee, Maren Morris, Greg Kurstin)                                                      |
| Song of the Year:            | Beautiful Crazy – Luke Combs, Wyatt B. Durrette III, Robert Williford                                                   |
| Single of the Year:          | God’s Country – Blake Shelton (Mix-Engineer: Justin Niebank; Producer: Scott Hendricks)                                 |
| Male Vocalist of the Year:   | Luke Combs |
| Female Vocalist of the Year: | Kacey Musgraves |
| Vocal Duo of the Year:       | Dan + Shay |
| Vocal Group of the Year:     | Old Dominion |
| Musician of the Year:        | Jenee Fleenor (Violine)                                                                                                 |
| New Artist of the Year:      | Ashley McBryde |
| Musical Event of the Year:   | Old Town Road (Remix) (Lil Nas X feat. Billy Ray Cyrus; Producer: YoungKio, Michael Trent Reznor, Atticus Matthew Ross) |
| Music Video of the Year:     | Rainbow – Kacey Musgraves (Producer: Hannah Lux Davis)                                                                  |

## 2020er

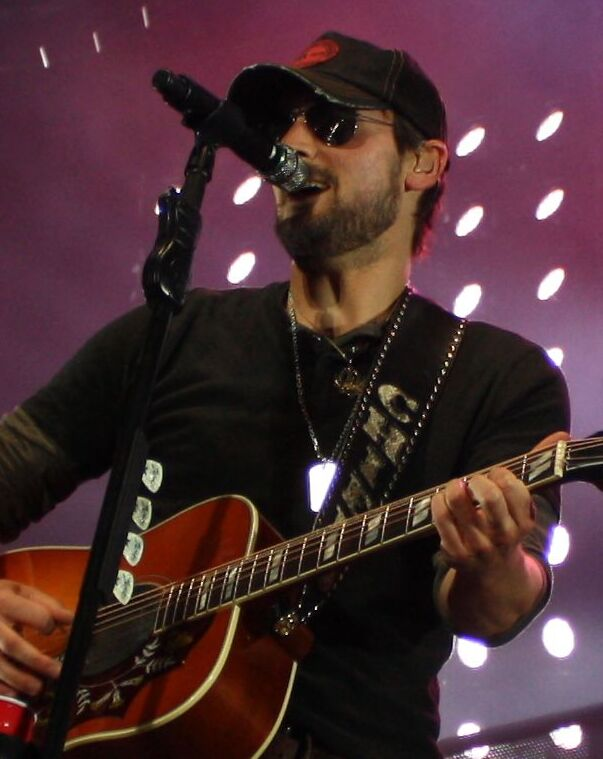
Eric Church

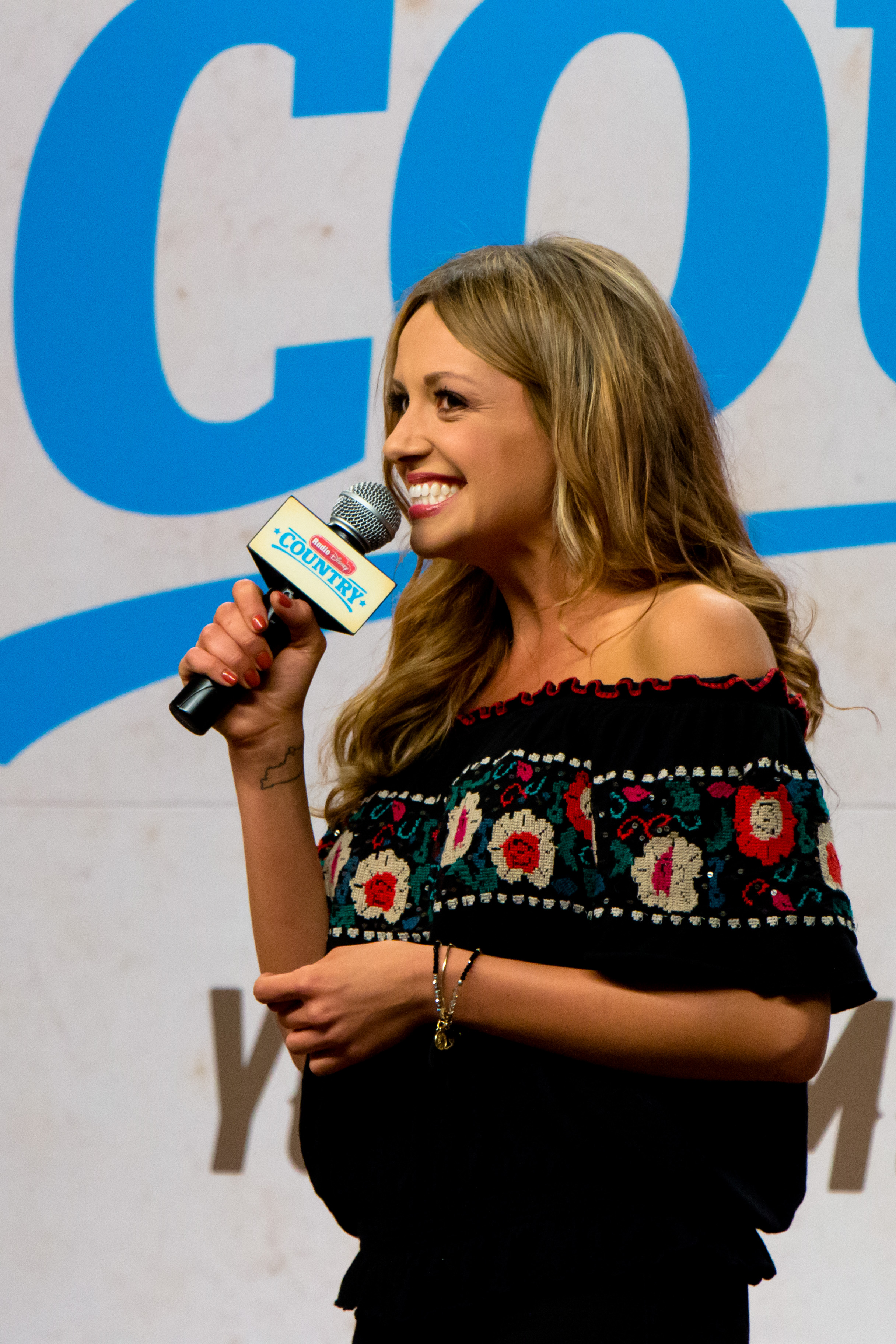
Carly Pearce

2020
| Entertainer of the Year:     | Eric Church |
| Album of the Year:           | What You See Is What You Get – Luke Combs (Producer: Luke Combs, Chip Matthews, Scott Moffatt, Jonathan Singleton) |
| Song of the Year:            | The Bones – Maren Morris, Jimmy Robbins, Laura Veltz                                                               |
| Single of the Year:          | The Bones – Maren Morris (Producer: Greg Kurstin)                                                                  |
| Male Vocalist of the Year:   | Luke Combs |
| Female Vocalist of the Year: | Maren Morris |
| Vocal Duo of the Year:       | Dan + Shay |
| Vocal Group of the Year:     | Old Dominion |
| Musician of the Year:        | Jenee Fleenor (Violine)                                                                                            |
| New Artist of the Year:      | Morgan Wallen |
| Musical Event of the Year:   | I Hope You’re Happy Now (Charly Pearce, Lee Brice; Producer: busbee)                                               |
| Music Video of the Year:     | Bluebird – Miranda Lambert (Producer: Jay Joyce)                                                                   |

2021
| Entertainer of the Year:     | Luke Combs |
| Album of the Year:           | Starting Over – Chris Stapleton (Produzenten: Dave Cobb, Chris Stapleton)                                                    |
| Song of the Year:            | Starting Over – Chris Stapleton (Autoren: Mike Henderson, Chris Stapleton)                                                   |
| Single of the Year:          | Starting Over – Chris Stapleton (Produzenten: Dave Cobb, Chris Stapleton)                                                    |
| Male Vocalist of the Year:   | Chris Stapleton |
| Female Vocalist of the Year: | Carly Pearce |
| Vocal Duo of the Year:       | Brothers Osborne |
| Vocal Group of the Year:     | Old Dominion |
| Musician of the Year:        | Jenee Fleenor (Violine) |
| New Artist of the Year:      | Jimmie Allen |
| Musical Event of the Year:   | Half of My Hometown (Kelsea Ballerini featuring Kenny Chesney; Produzenten: Kelsea Ballerini, Ross Copperman, Jimmy Robbins) |
| Music Video of the Year:     | Half of My Hometown – Kelsea Ballerini featuring Kenny Chesney (Regisseur: Patrick Tracy)                                    |

2022
| Entertainer of the Year:     | Luke Combs                                                                                                |
| Album of the Year:           | Growin’ Up – Luke Combs                                                                                   |
| Song of the Year:            | Buy Dirt – Jacob Davis, Jordan Davis, Josh Jenkins und Matt Jenkins                                       |
| Single of the Year:          | ’til you can’t – Cody Johnson (Produzent: Trent Willmon)                                                  |
| Male Vocalist of the Year:   | Chris Stapleton                                                                                           |
| Female Vocalist of the Year: | Lainey Wilson                                                                                             |
| Vocal Duo of the Year:       | Brothers Osborne                                                                                          |
| Vocal Group of the Year:     | Old Dominion                                                                                              |
| Musician of the Year:        | Jenee Fleenor (Violine)                                                                                   |
| New Artist of the Year:      | Lainey Wilson                                                                                             |
| Musical Event of the Year:   | Never Wanted To Be That Girl (Carly Pearce und Ashley McBryde; Produzenten: Shane McAnally, Josh Osborne) |
| Music Video of the Year:     | ’til you can’t – Cody Johnson (Regisseur: Dustin Haney)                                                   |

2023
| Entertainer of the Year:     | Lainey Wilson                                                                                            |
| Album of the Year:           | Bell Bottom Country – Lainey Wilson                                                                      |
| Song of the Year:            | Fast Car – Tracy Chapman                                                                                 |
| Single of the Year:          | Fast Car – Luke Combs; (Produzenten: Luke Combs, Chip Matthews, Jonathan Singleton)                      |
| Male Vocalist of the Year:   | Chris Stapleton                                                                                          |
| Female Vocalist of the Year: | Lainey Wilson                                                                                            |
| Vocal Duo of the Year:       | Brothers Osborne                                                                                         |
| Vocal Group of the Year:     | Old Dominion                                                                                             |
| Musician of the Year:        | Jenee Fleenor (Fiddle)                                                                                   |
| New Artist of the Year:      | Jelly Roll                                                                                               |
| Musical Event of the Year:   | Wait in the Truck (Hardy feat. Lainey Wilson; Produzenten: Hardy, Joey Moi, Jordan Schmidt, Derek Wells) |
| Music Video of the Year:     | Wait in the truck – Regisseur: Justin Clough                                                             |

2024
| Entertainer of the Year:                 | Morgan Wallen                                              |
| Album of the Year:                       | Leather – Cody Johnson                                     |
| Song of the Year:                        | White Horse – Chris Stapleton, Dan Wilson                  |
| Single of the Year:                      | White Horse – Chris Stapleton, Dan Wilson                  |
| Male Vocalist of the Year:               | Chris Stapleton                                            |
| Female Vocalist of the Year:             | Lainey Wilson                                              |
| Vocal Duo of the Year:                   | Brooks & Dunn                                              |
| Vocal Group of the Year:                 | Old Dominion                                               |
| Musician of the Year:                    | Charlie Worsham (Gitarre)                                  |
| New Artist of the Year:                  | Megan Moroney                                              |
| Musical Event of the Year:               | You Look Like You Love Me – Ella Langley (ft. Riley Green) |
| Music Video of the Year:                 | Wildflowers and Wild Horses – Lainey Wilson                |
| Willie Nelson Lifetime Achievement Award | George Strait                                              |
| International Artist Achievement Award   | Kip Moore                                                  |
| Global Country Artist                    | Josh Ross                                                  |
| Live Music Advancement Award             | Ron Sakamoto                                               |